# Alhambra (Grenade)
Pour les articles homonymes, voir Alhambra.
L'Alhambra (de l'arabe Al-Hamrâ - الحَمْراء) de Grenade en Andalousie est un ensemble palatial constituant l'un des monuments majeurs de l'architecture arabo-musulmane. Acropole médiévale la plus majestueuse du monde méditerranéen, située sur le plateau de la Sabika qui domine la ville, elle se compose essentiellement de quatre parties incluses dans son enceinte fortifiée : l'Alcazaba, les palais nasrides, le Généralife, ses jardins, et le palais de Charles Quint.
C'est avec la Grande mosquée de Cordoue le plus prestigieux témoin de la présence arabo-musulmane en Espagne du VIIIe au XVe siècle. Leurs caractères sont d'ailleurs opposés : à la sobriété du monument religieux représentatif de la première architecture islamique, s'oppose l'exubérance de la dernière expression de l'art hispano-mauresque : celle-ci s'exprime en effet dans les palais des derniers souverains arabes de grenade, les nasrides, alors en pleine décadence, et qui disparaîtront bientôt lors des derniers assauts de la Reconquista.

## Description générale
C'est un ensemble fortifié situé sur la colline de la Sabika, qui domine la plaine et la ville de Grenade, et qui fait face au quartier populaire et pittoresque de l'Albaicín. On y aperçoit au loin les sommets enneigés de la Sierra Nevada. Parmi ces bâtiments se trouvent notamment le palais mauresque qui fait la gloire de l'Alhambra ainsi que le palais de style renaissance de Charles Quint et une église édifiée à la place d'une mosquée.

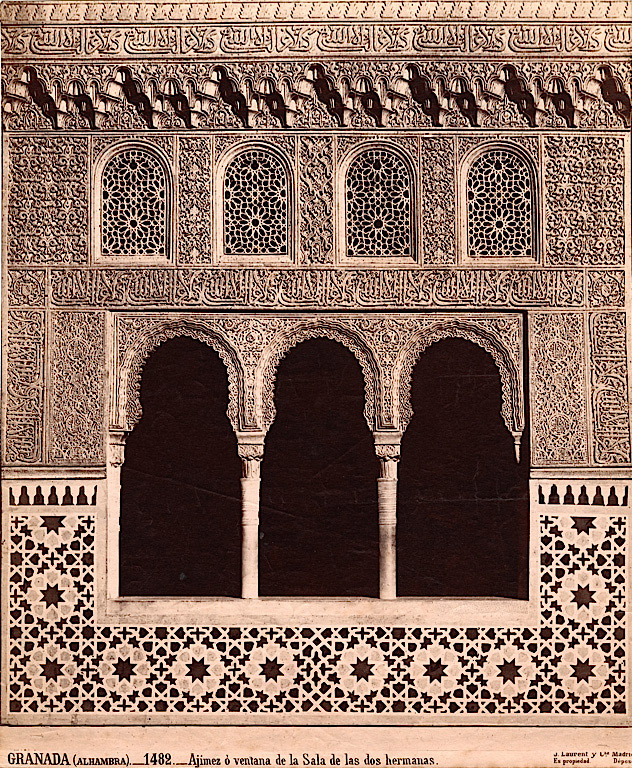
Alhambra par Juan Laurent, c. 1874, Department of Image Collections, National Gallery of Art Library, Washington, D.C.

Le nom vient de l'arabe الْقَلْعَةُ ٱلْحَمْرَاءُ, ʾal-Qalʻatu al-Ḥamrāʼ(u), c'est-à-dire « le château rouge ». Il peut s'agir d'une référence à Mohammed ben Nazar, dit الأحمر, ʾal-aḥmar (« le rouge », à cause de sa barbe rousse), le fondateur de la dynastie des Nasrides, qui entra à Grenade en 1238 et fonda le site,, mais le toponyme semble plus ancien. Son fils Mohammed II le fortifia. Le style nasride atteint son apogée au XIVe siècle sous les rois Youssouf Ier et Mohammed V al-Ghanî, qui font édifier les parties les plus prestigieuses entre 1333 et 1354. Chaque souverain reprenait le palais de son prédécesseur et en édifiait de nouvelles parties, le modifiant à sa guise : on parle donc de palais nasrides, au pluriel, pour cet ensemble.
Alors que presque partout dans le monde musulman les palais anciens ont disparu ou ne sont plus que des ruines, l’Alhambra possède encore deux groupes de palais du XIVe siècle. Les demeures bâties par les premiers souverains de la dynastie ont disparu et, au XVe siècle, les rois de Grenade n’ont pas eu les ressources nécessaires pour remplacer les palais subsistant aujourd’hui.

## Éléments constitutifs de l'Alhambra

Plan de l'Alhambra.

### L'Alcazaba
Son nom provient de l'arabe « Al Casbah » qui désigne une forteresse ou une citadelle.
C'est la citadelle primitive hébergeant les hommes de guerre, semblable à un alcazar, édifiée sur le fronton ouest de la colline de l'Alhambra. Elle bénéficie d'une hauteur stratégiquement imparable : du haut de la plus haute tour, on peut observer toute la plaine de Grenade, la « Vega granadina ». Son architecture est destinée à la protection de forteresse en temps de siège. Disposant d'une médina intérieure, distincte de celle de l'enceinte de l'Alhambra, elle correspond au donjon intérieur d'un château fort, en termes d'architecture médiévale. La forteresse disposait également de hammams, qui sont aujourd'hui en restauration.
Durant la Reconquista au XVe siècle, les princes nasrides observaient du haut de la tour de l'Alcazaba les mouvements de troupes militaires dans la plaine de Grenade. Symboliquement, les Rois catholiques, leurs adversaires, avaient installé à Santa Fe un camp fortifié militaire en pleine terre ennemie, pour affirmer leur prégnance sur le terrain.

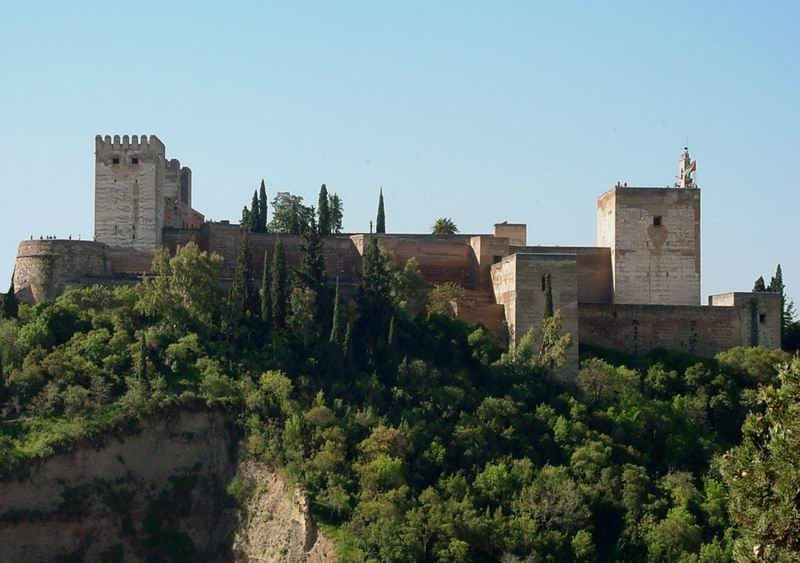
Vue générale de l'Alcazaba.
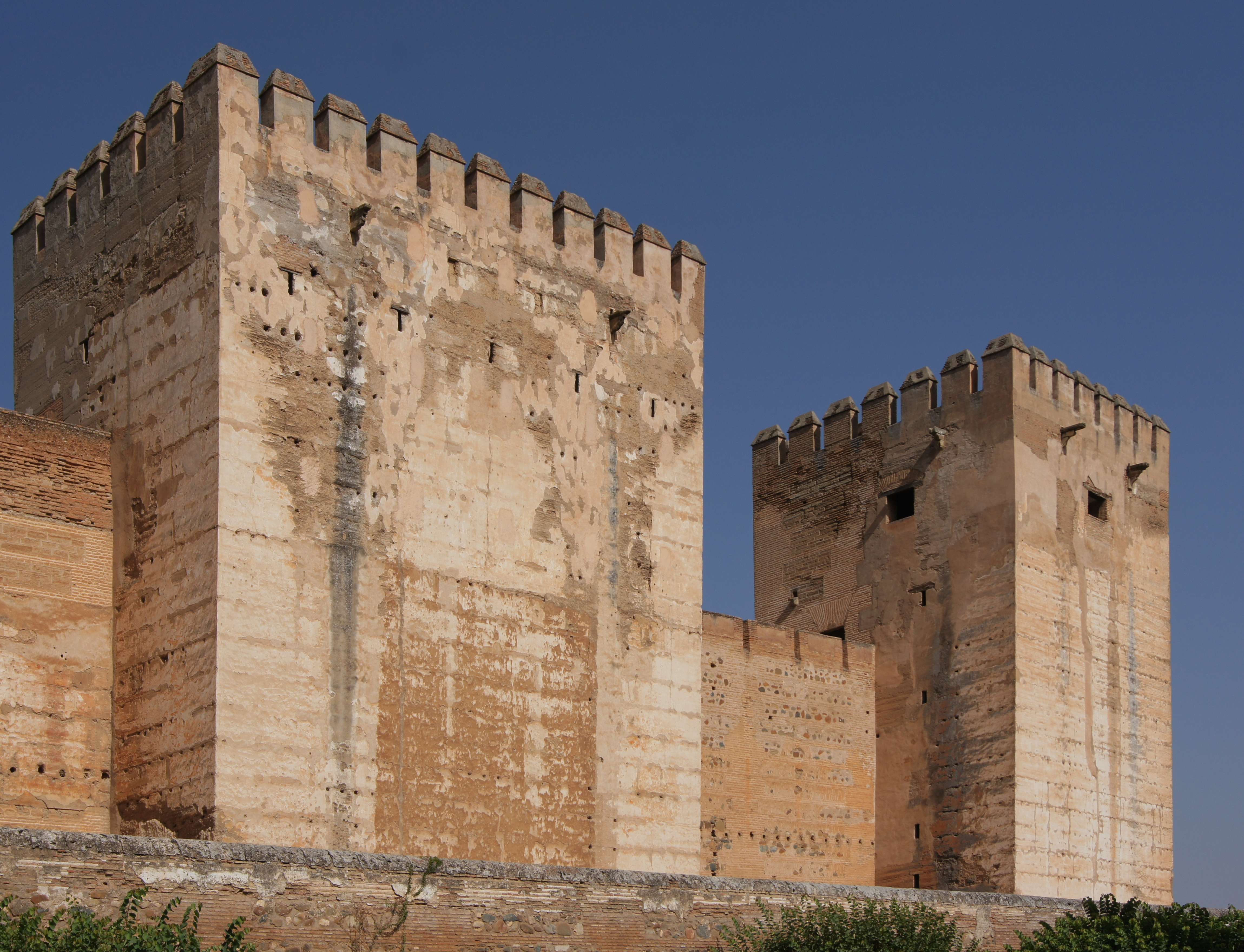
Vue rapprochée des tours de l'Alcazaba.
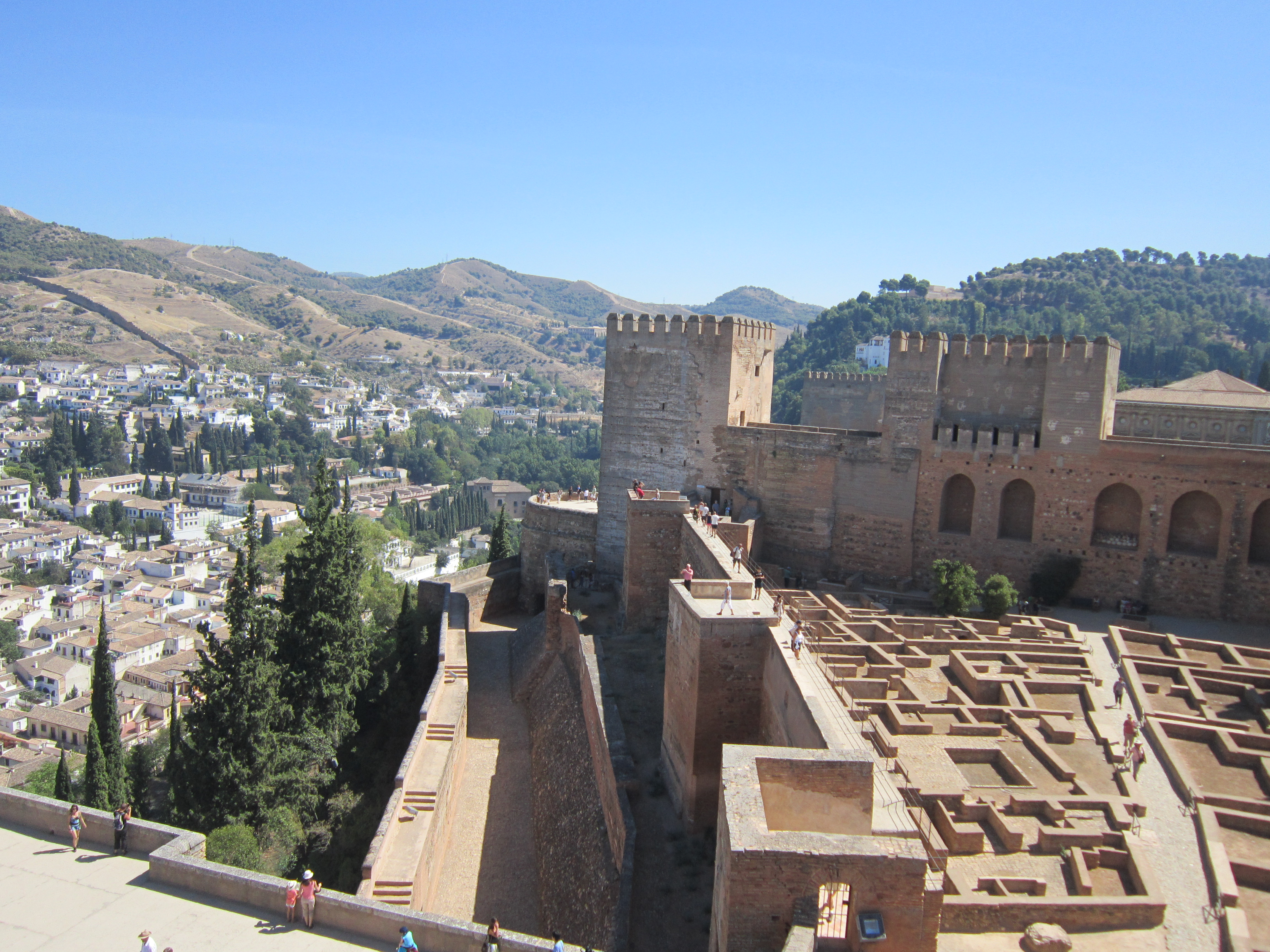
L'Alcazaba abritant autrefois les soldats est aujourd'hui en ruines.
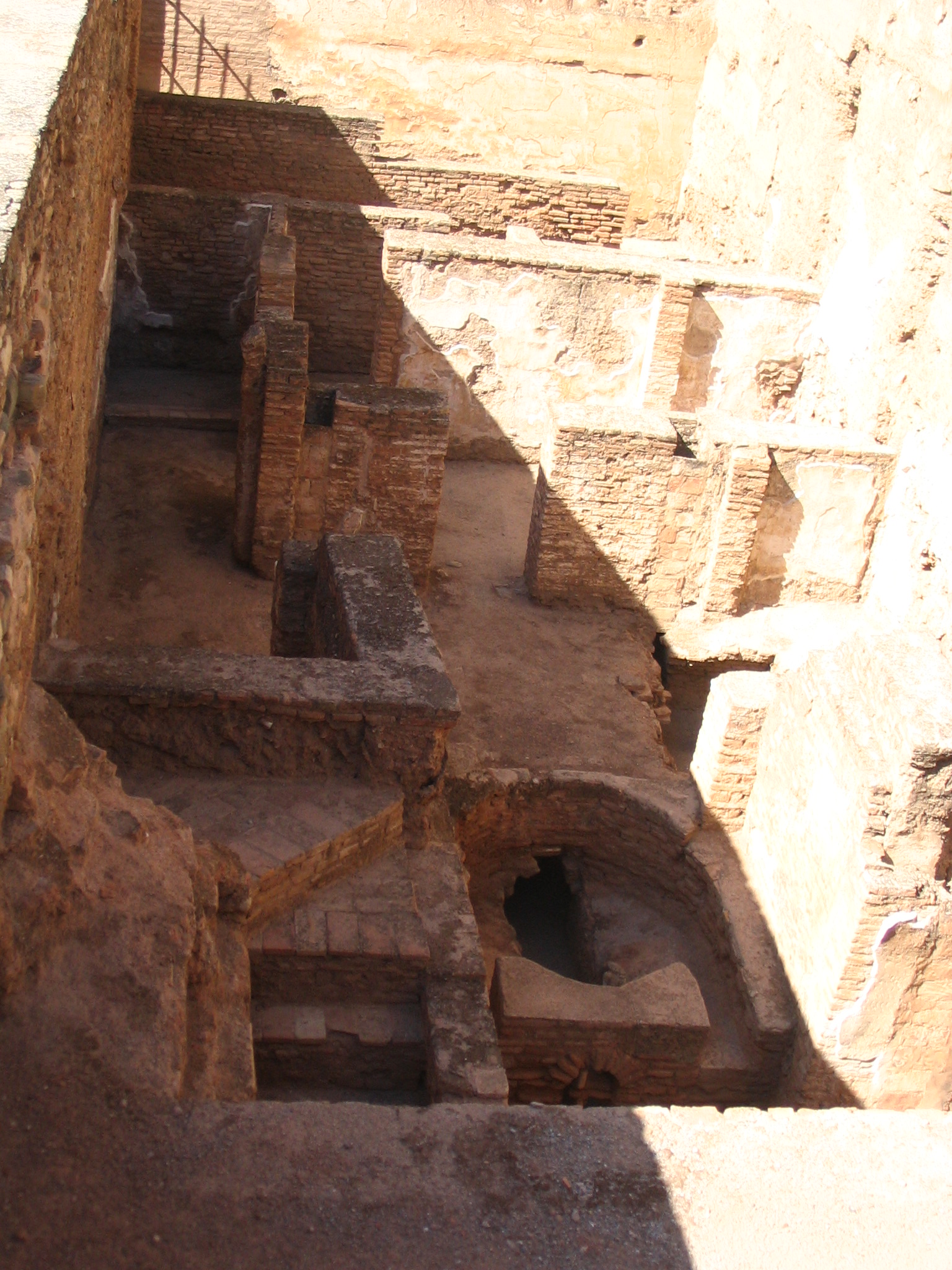
Détail des hammams intérieurs à la citadelle, en cours de restauration.

### Les palais nasrides

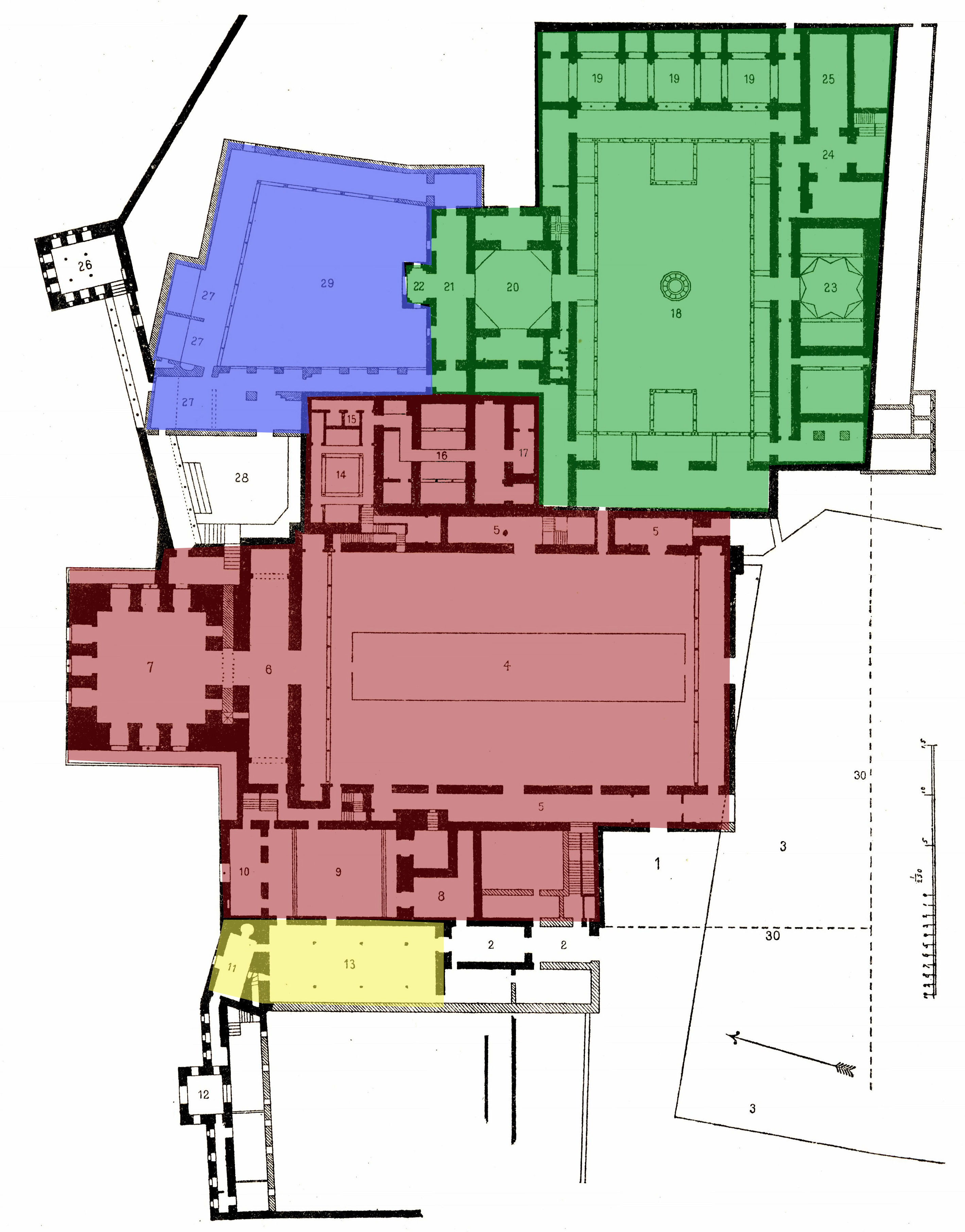
Plan des palais nasrides. En jaune : le Mexuar ; en rouge : le palais de Comares ; en vert : le palais des Lions ; en bleu : les logis de l'empereur.

Le plan d'ensemble des palais nasrides s'organise en de multiples salles rectangulaires, partiellement intégrées à l'enceinte, reliées entre elles par des vestibules et réparties en trois ensembles : le Mexuar, le palais de Comares (Palacio de Comares) et le palais des Lions (Palacio de los leones).
L'ensemble est disposé autour des deux joyaux de l'Alhambra :
- La cour des Myrtes (Patio de los Arrayanes), au pied de la tour de Comares et du salon des Ambassadeurs.
- La cour des Lions (Patio de los Leones).

On peut autant parler d'un décor que d'une architecture. L'extérieur est très sobre, la décoration intérieure est foisonnante, à base des trois composantes des arts de l'Islam : la calligraphie, la décoration florale stylisée, les arabesques et motifs géométriques. Le blason du royaume nasride de Grenade est régulièrement sculpté.
La cour des Lions est une cour rectangulaire de 35 m de long sur 20 m de large, entourée d'une galerie couverte délimitée par 124 colonnes de marbre blanc avec arcs outrepassés et riche ornementation de filigrane. Un pavillon fait saillie dans la cour à chaque extrémité, couvert d'un toit pyramidal et avec une décoration en continuité de celle de la galerie couverte. Le sol a un pavement coloré et les murs portent jusqu'à la hauteur de 1,5 m une décoration d'azulejos bleus et jaunes. Les colonnes supportant les toits et la couverture de la galerie sont espacées de manière irrégulière. Elles sont ornées de motifs végétaux variés. Au-dessus de chaque arche et au-dessus de chaque colonne sont délimités des panneaux rectangulaires décorés d'arabesques et de filigranes sculptés. Au centre de la cour se trouve la Fontaine des Lions, bassin d'albâtre supporté par douze statues de lions en marbre blanc assez grossièrement figurés mais symbolisant la puissance et le courage.

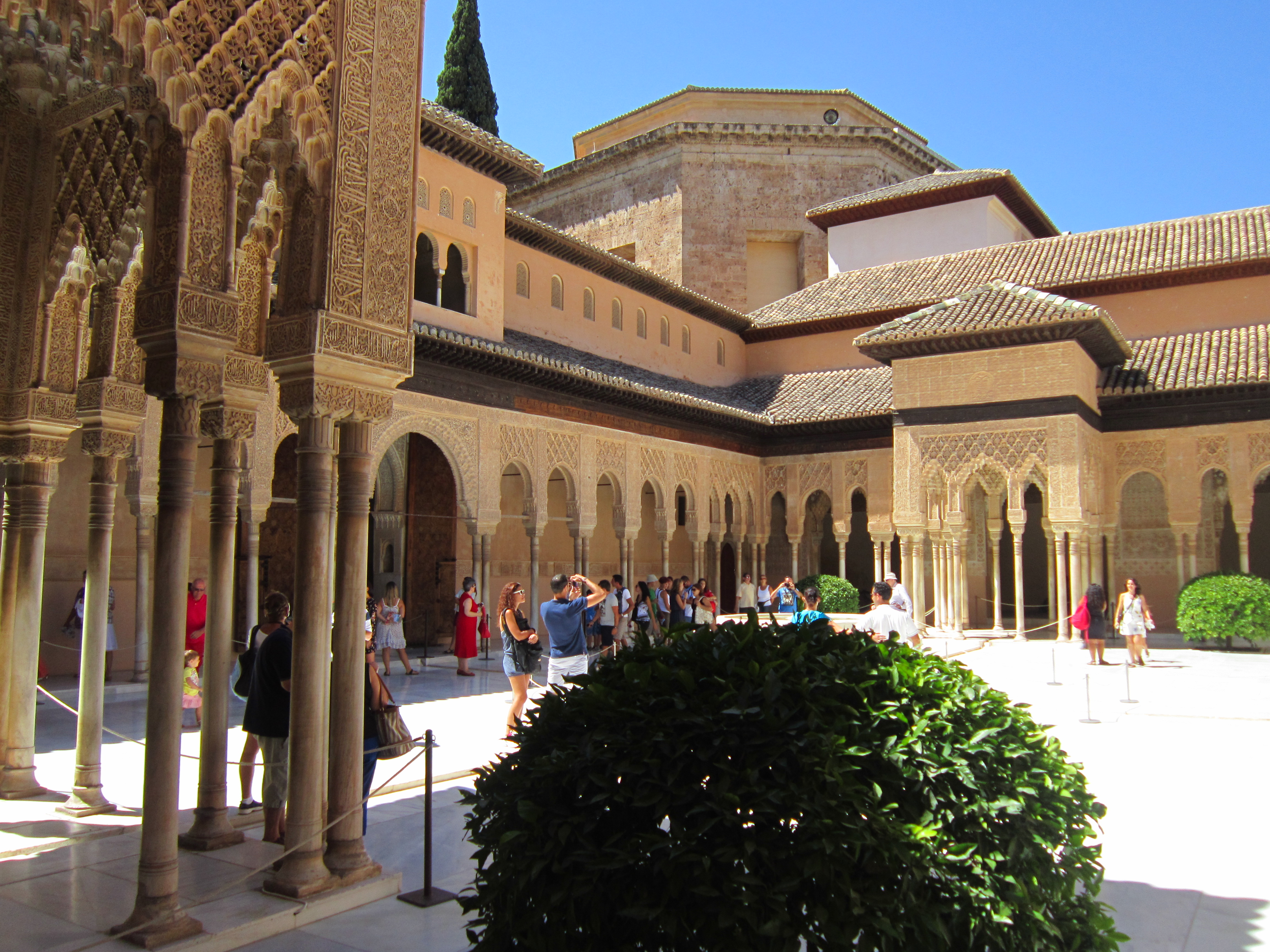
Au cœur des palais nasrides, la cour des Lions fait partie des trésors architecturaux les plus prisés de l'Alhambra.
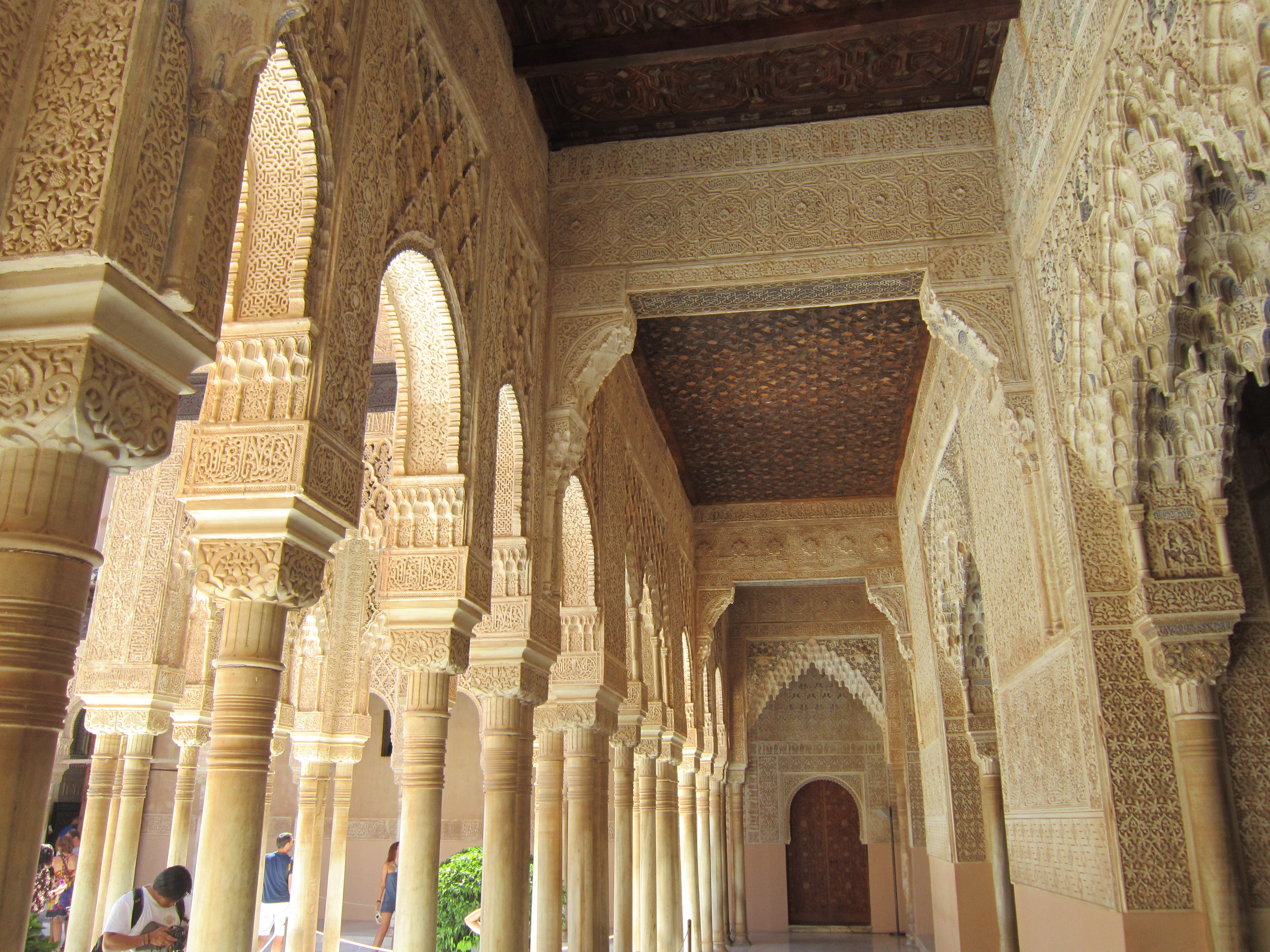
Les stucs et arabesques de l'art nasride.
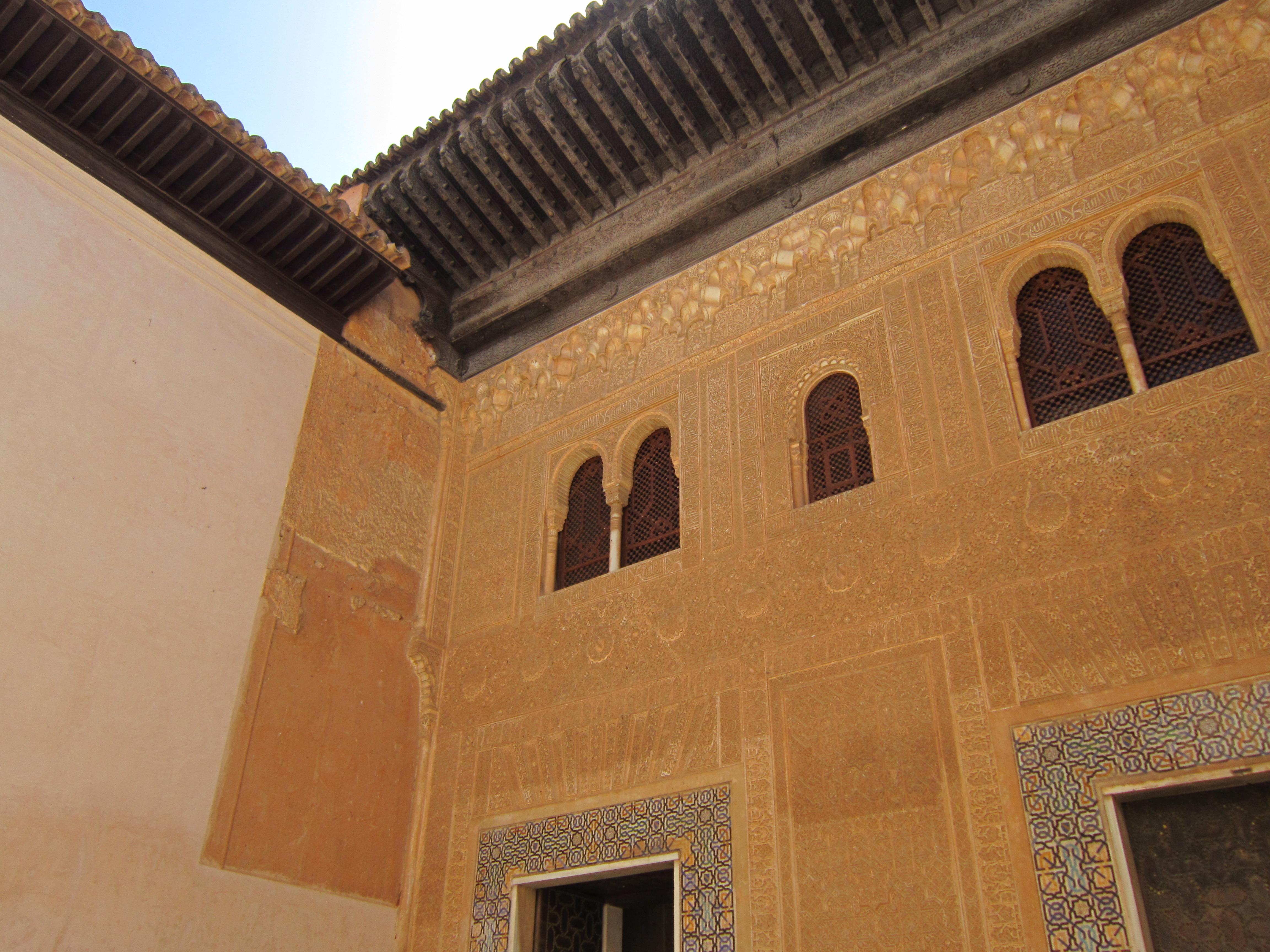
Façade en stuc jauni.
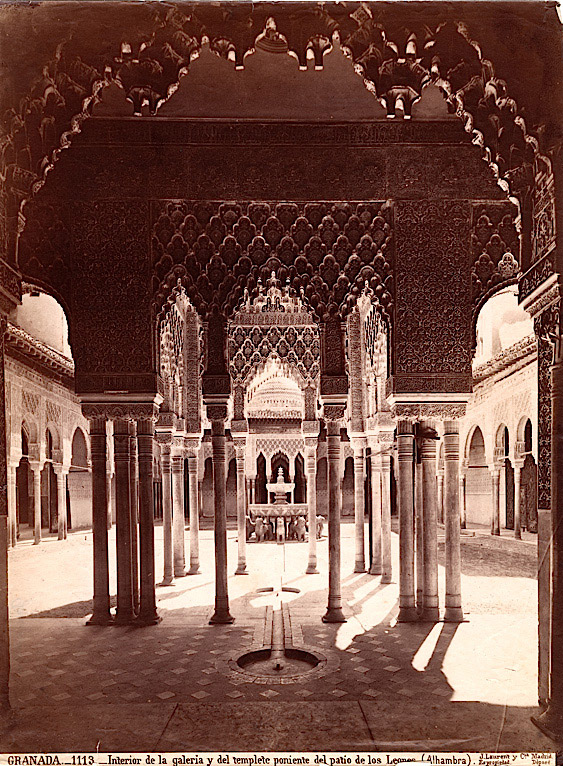
Cour des lions, Alhambra, par Juan Laurent, 1871, Department of Image Collections, National Gallery of Art Library, Washington, D.C.

### Les Jardins du Partal

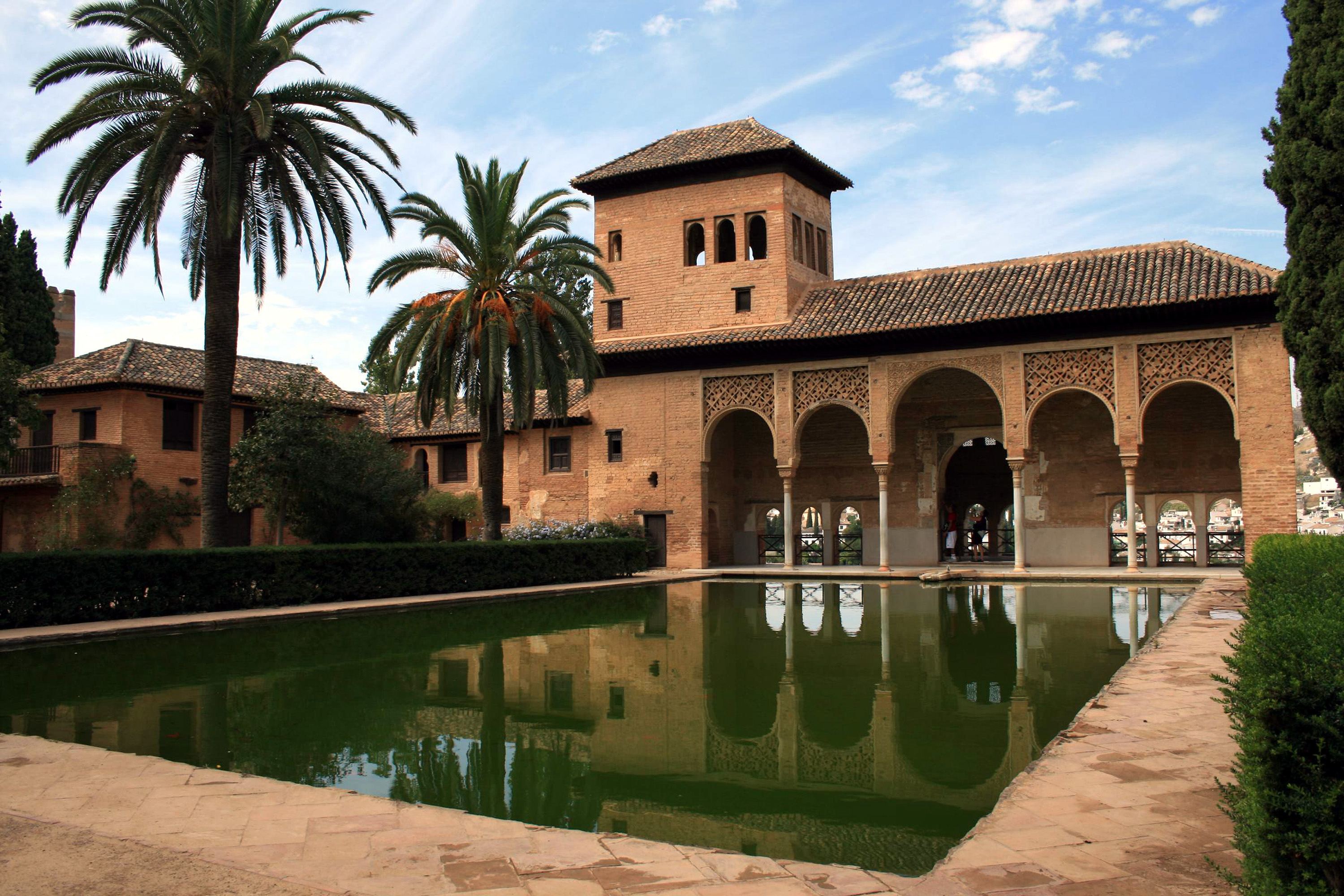
Le Portique de la Tour des Dames, dans les Jardins du Partal.

Ces jardins sont situés dans l'enceinte de l'Alhambra, ils ont les vues les plus précieuses et les plus raffinées sur le quartier de l'Albaicín. Les jardins sont en étages successifs, séparés d'escaliers et de pergolas.
Ils sont accessibles en sortie des palais Nazaris. On peut également les visiter sans passer par les palais, en passant à droite des murs du palais de Charles Quint, par un chemin s'opposant à son entrée principale. La vue sur l'Albaicin avec en avant plan le bassin réfléchissant le portique des Dames et ses colonnades, ainsi que les palmiers le bordant, est d'une pureté passée.
La Tour des Dames (Torre de las Damas) constitue l'une des plus célèbres parties des Jardins du Partal. Son portique de colonnades se réfléchissant sur un bassin, expressément placé pour la vue, est particulièrement photogénique.
On pourra voir dans les jardins les restes de plusieurs palais, car cette zone fut habitée par la noblesse musulmane. Le plus important d’eux fut le Palais de Yusuf III, qui ressemblait au Palais de Comares (Palacio de Comares). Il fut détruit au XVIIIe siècle, mais selon les récits il s’agissait du plus beau des palais de l’Alhambra.
Yusuf Ier venait prendre ombrage dans le Palais-terrasse de Yusuf alors que le Généralife était en construction sur l'autre versant de la colline de la Sabika.

### Le Généralife

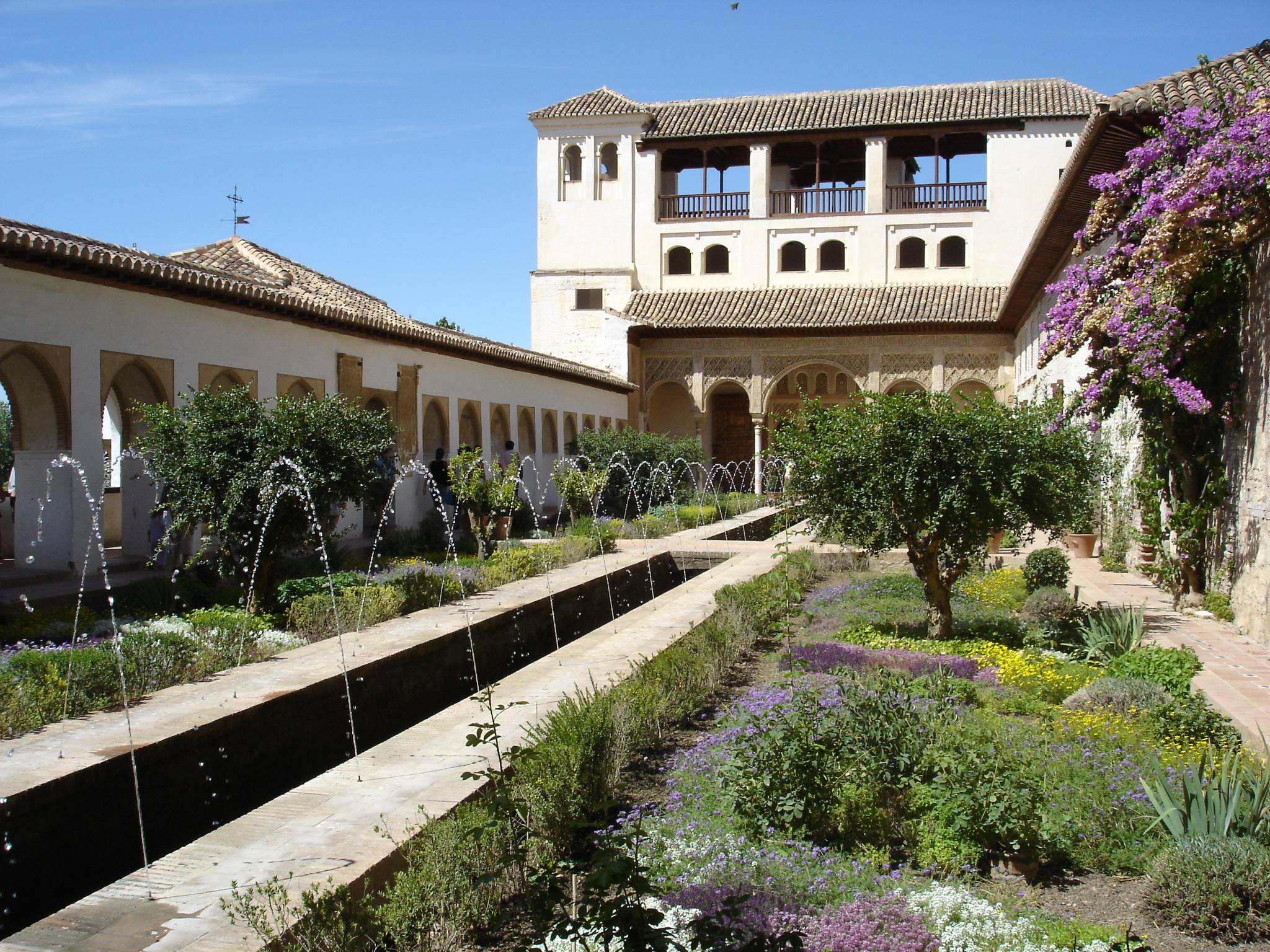
Vue intérieure des jardins du Généralife.

C'était le palais d'été des princes Nasrides. Ils venaient s'y rafraîchir dans les ombrages, près des bassins d'eau. Le Généralife est situé hors des murs d'enceinte, sur l'autre versant du plateau principal. Ce palais est très connu en Espagne et plusieurs poèmes ont été écrits sur ce sujet. Le nom est un dérivé de l'arabe « Jannat al-Arif » signifiant « paradis » ou « jardins de l'architecte ».
La disponibilité de l'eau caractérise cette Andalousie dominée par les sommets enneigés de la Sierra Nevada : l'Alhambra et les jardins du Généralife sont les symboles les plus forts de cette domestication de l'eau qui rafraîchissait chaque cour et jardin.

### Le palais de Charles Quint

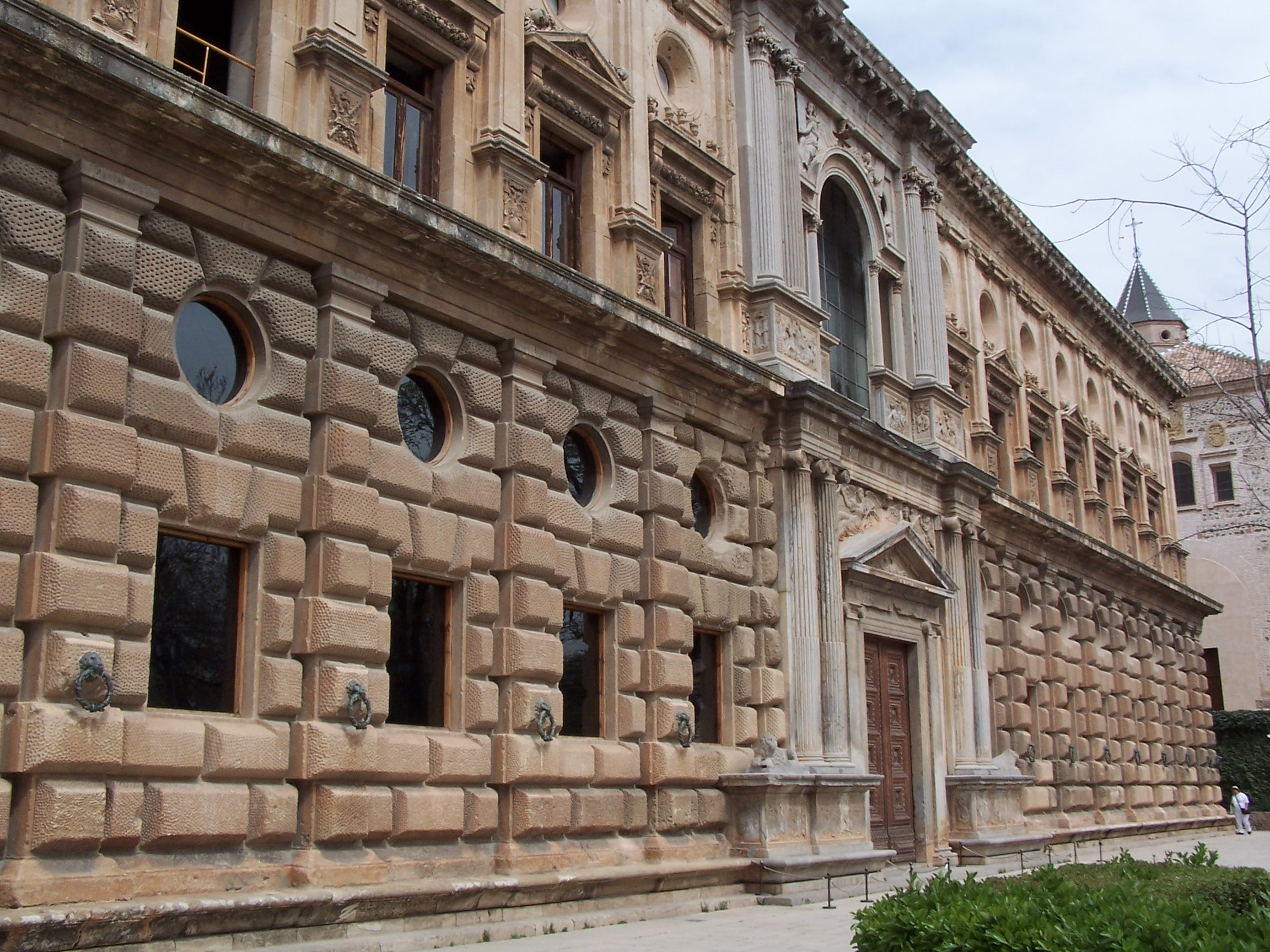
Palais de Charles Quint.

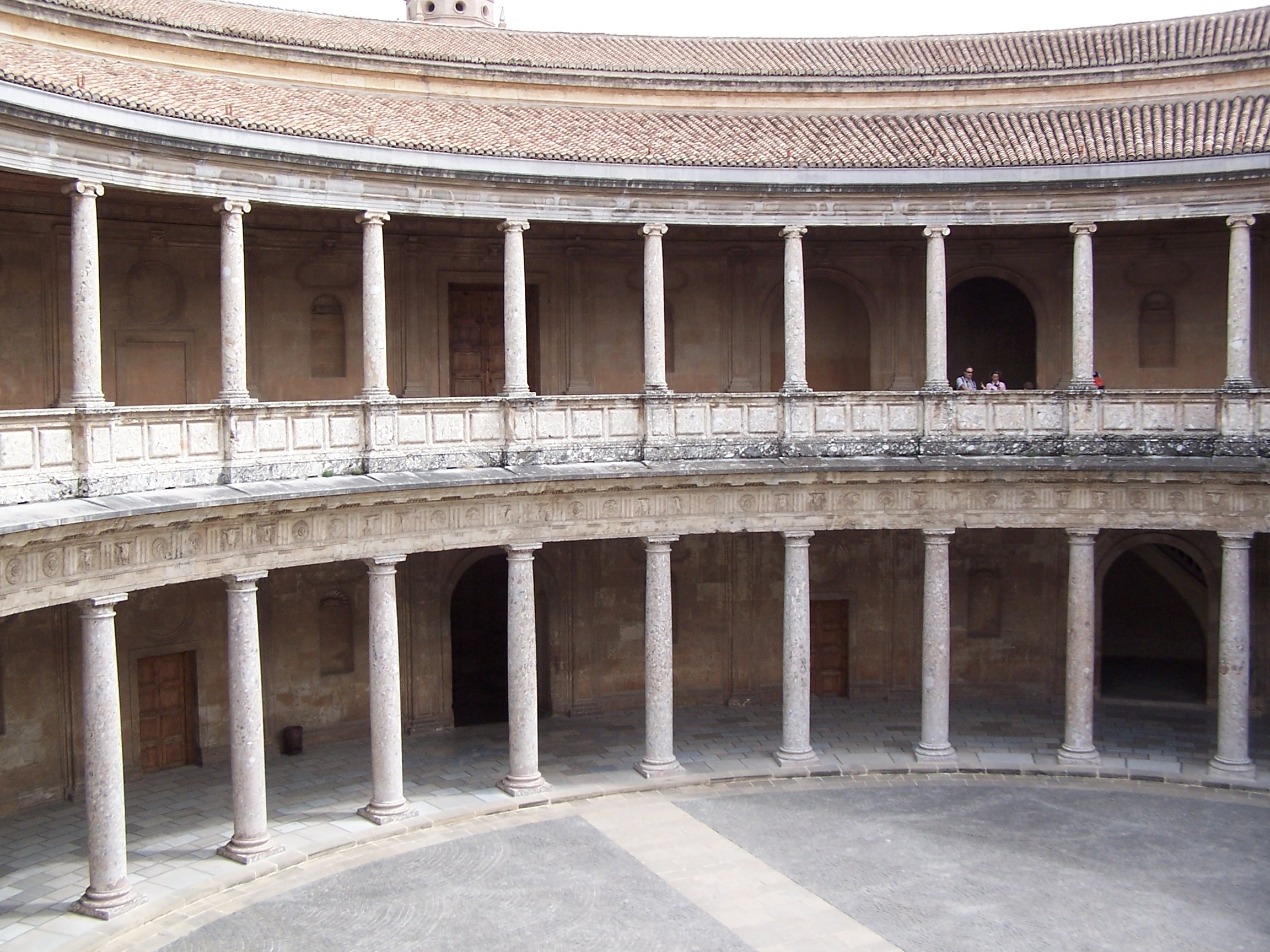
Vue du patio circulaire intérieur.

Le palais de Charles Quint est un ajout des vainqueurs castillans postérieur à l'édification des palais mauresques sur la colline de la Sabika. Il est adossé aux palais nasrides - à tel point qu'une série de travaux en cours consiste à désolidariser un escalier monumental qui partage ses dalles avec les parois du palais de Comares.
Sa fonction symbolique est directement de signifier la mainmise du pouvoir de l'Empereur sur ces terres conquises lors de la génération des rois catholiques qui l'ont précédé.
C'est un bâtiment de style renaissance situé sur la colline de l'Alhambra. Il s'agit d'une commande de l'Empereur qui voulait y établir sa résidence grenadine. Déjà les rois catholiques y avaient réalisé quelques salles, mais les intentions de Charles Quint étaient d'y avoir une résidence permanente à la mesure de son rang.
Le projet fut délégué à Pedro Machuca, dans une Espagne où le style dominant était le plateresque, et qui ne s'était pas encore complètement libérée de l'art gothique, Machuca construisit un palais que l'on peut qualifier de maniériste, un style qui faisait alors son apparition en Italie.
La base du palais est un carré de 63 mètres de côté avec un patio circulaire inscrit en son sein. Cette disposition, le principal signe maniériste du palais, est sans précédent dans l'architecture de la Renaissance, et place le bâtiment dans l'avant-garde artistique de son époque. L'édifice compte deux niveaux. Celui du bas d'ordre toscan est constitué de pilastres sur lesquels reposent des anneaux de bronze décorés. L'étage supérieur est d'ordre ionique et entre deux pilastres se trouve une baie surmontée d'un fronton. Les deux façades principales arborent un placage en pierre provenant de la sierra Elvira. Le patio circulaire lui aussi comporte deux étages. L'étage inférieur est formé d'une colonnade dorique en pierre avec un entablement très classique, formé de triglyphes et de métopes ornés de couronnes et de têtes de bœufs. L'étage supérieur quant à lui est formé d'une colonnade de style ionique plus légère, avec un entablement lisse. La structure générale du patio illustre une très grande connaissance de l'architecture impériale romaine et s'insérerait parfaitement dans le style Renaissance sans la présence de ce patio circulaire qui provoque la surprise une fois que le visiteur traverse les façades principales, et subordonne les espaces intérieurs et les circulations verticales à l'idée génératrice. De telles techniques de composition seront développées par Michel-Ange et Palladio sous l'étiquette du maniérisme.
Le bâtiment est situé au cœur de l'Alhambra nazare, à l'extrémité du patio de los Arrayanes, et lors de sa construction, on a dû déplacer un pavillon opposé à la tour de Comares. Ce détail, objet de critique et de polémique, doit être replacé dans le contexte de l'époque. Le palais de Charles Quint ne signifie pas tant la destruction d'une partie de l'Alhambra que la garantie de la survie du reste. En des temps où la pratique courante était la destruction totale des temples et palais des peuples conquis, la sensibilité des rois chrétiens face à la beauté incontestable de l'Alhambra imposa la nécessité de la conserver.
Cette œuvre n'a rien à voir avec les autres œuvres espagnoles de l'époque, la plupart fondées sur des conceptions locales. Son influence fut limitée parce qu'incomprise : il fallut attendre longtemps jusqu'à ce que Jean-Baptiste de Tolède et Jean de Herral maîtrisent aussi bien le style classique lors de la réalisation du monastère de l'Escurial.
Mise en chantier par Pedro Machuca en 1527, la construction de l'ostentatoire palais neuf fut laborieuse. La construction des cours dites de Lindaraja et de la Grille résulte de ces travaux, achevés en 1537.

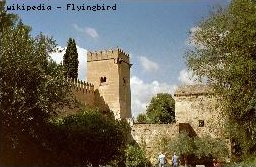
Murailles de l'Alhambra.

### La Médina
La Médina est la première zone accessible une fois passé le pont-levis arrière. Elle correspond à une zone habitée.
L'Alhambra, outre la vie palatine des princes, était une véritable cité sur la colline, peuplée par les fidèles des Nasrides, à l'écart des tumultes de la ville basse.
La médina était le lieu de vie pour tous ces gens. Il ne reste aujourd'hui que les fondations des maisons.

### Les tours d'enceinte

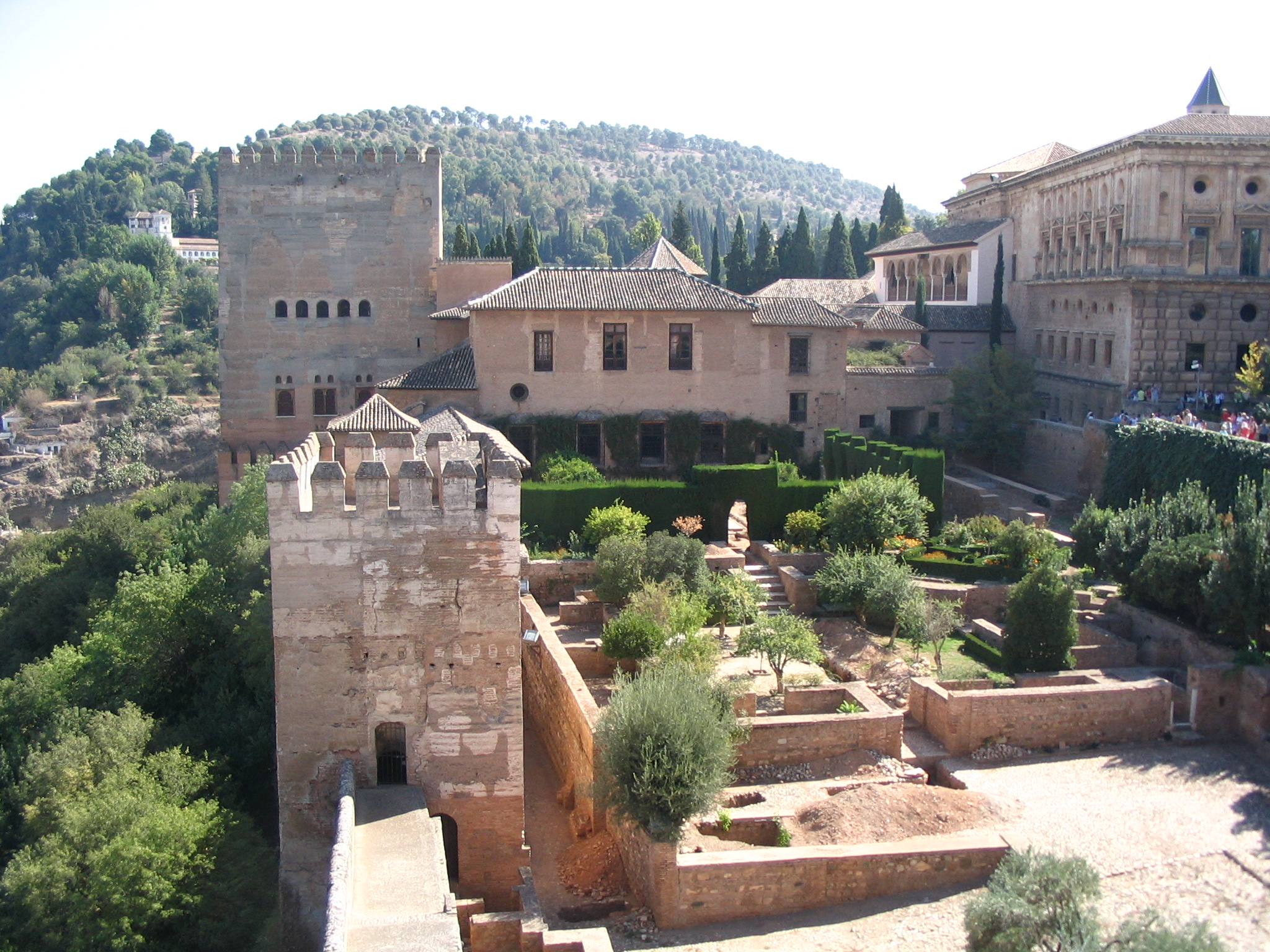
La Tour de Comares est, avec la tour principale de la forteresse de l'Alcazaba, la plus imposante des tours d'enceinte.

À l'époque de sa splendeur, l'Alhambra alignait trente tours de défense. Lors de la prise du monument par les troupes françaises de Napoléon Ier, les tours les plus stratégiques furent détruites pour rendre l'ensemble inoffensif. Napoléon entreprit également la réfection d'autres zones de l'Alhambra, information aujourd'hui sujette à caution par l'historiographie espagnole.

#### Quelques tours connues

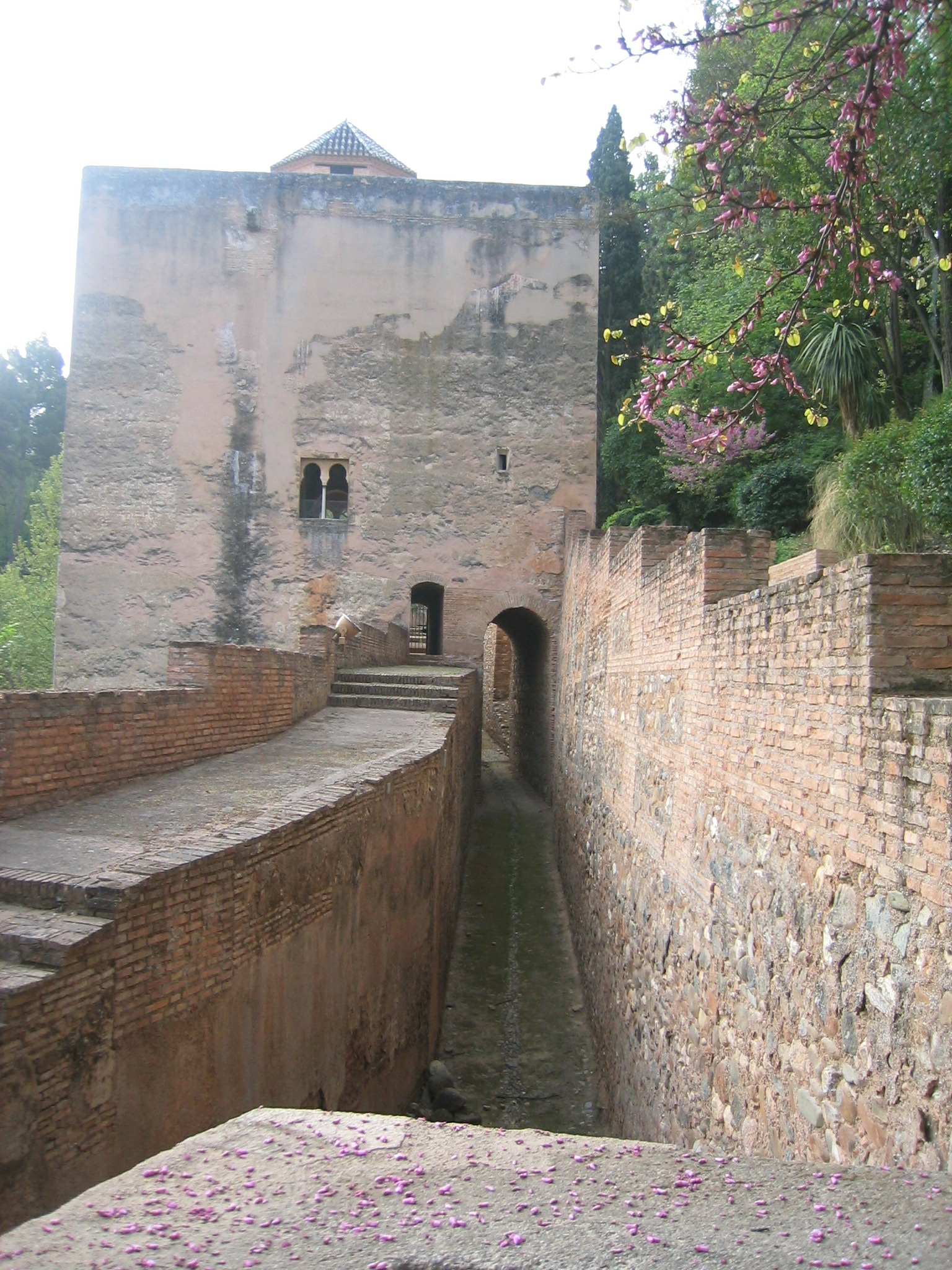
Tour de la Captive, et douves de l'enceinte.

- bâties sous le règne de Yusuf Ier de Grenade :
  - Tour de la Captive : une princesse arabe tombée amoureuse d'un chevalier chrétien aurait été enfermée dans cette tour, qui en aurait pris son nom.
  - Tour du Cadi
  - Tour de Comares
  - Tour de Machuca
  - tour du Boudoir de la Reine : torre del Peinador de la Reina

- bâties sous le règne de Mohammed VII de Grenade (1392-1408) :
  - tour des Infantes

### Palais perdus, ou en cours de restauration
- Ces ruines sont décrites dans l'article annexe plateau de la Sabika.

## Postérité
Après le règne des Nasrides de l'ombre, malgré le désir des Rois Catholiques d'effacer les traces de l'Islam des territoires entièrement reconquis par les chrétiens après la chute de Grenade en 1492, le palais mauresque était tellement superbe qu'il fut épargné et servit de résidence royale lorsque la cour passait à Grenade. Les souverains y proclament le Décret de l'Alhambra.
L'ensemble tomba ensuite en désuétude, ne faisant l'objet de restaurations qu'à l'occasion de séjours royaux.
L'Alhambra étant dès lors un des grands événements historiques, les pillards y firent leur apparition, ce que décrit Washington Irving dans ses contes (voir bibliographie en fin d'article).
Une action d'éclat[Laquelle ?] sauva l'Alcazaba[Comment ?] de la destruction pendant la guerre civile espagnole[réf. nécessaire].
Les jardins sont à présent entretenus grâce au Patronato de La Alhambra, qui gère l'ensemble du monument et permet la visite à 7 000 personnes par jour.
La gazelle est le symbole de l'Alhambra, elle est assimilable à un emblème héraldique depuis l'exploitation touristique du site. Cette image correspond à la version stylisée d'un vase décoratif retrouvé parmi les objets de l'Alhambra ; l'original se trouve dans le musée du palais de Charles Quint[Où ?].

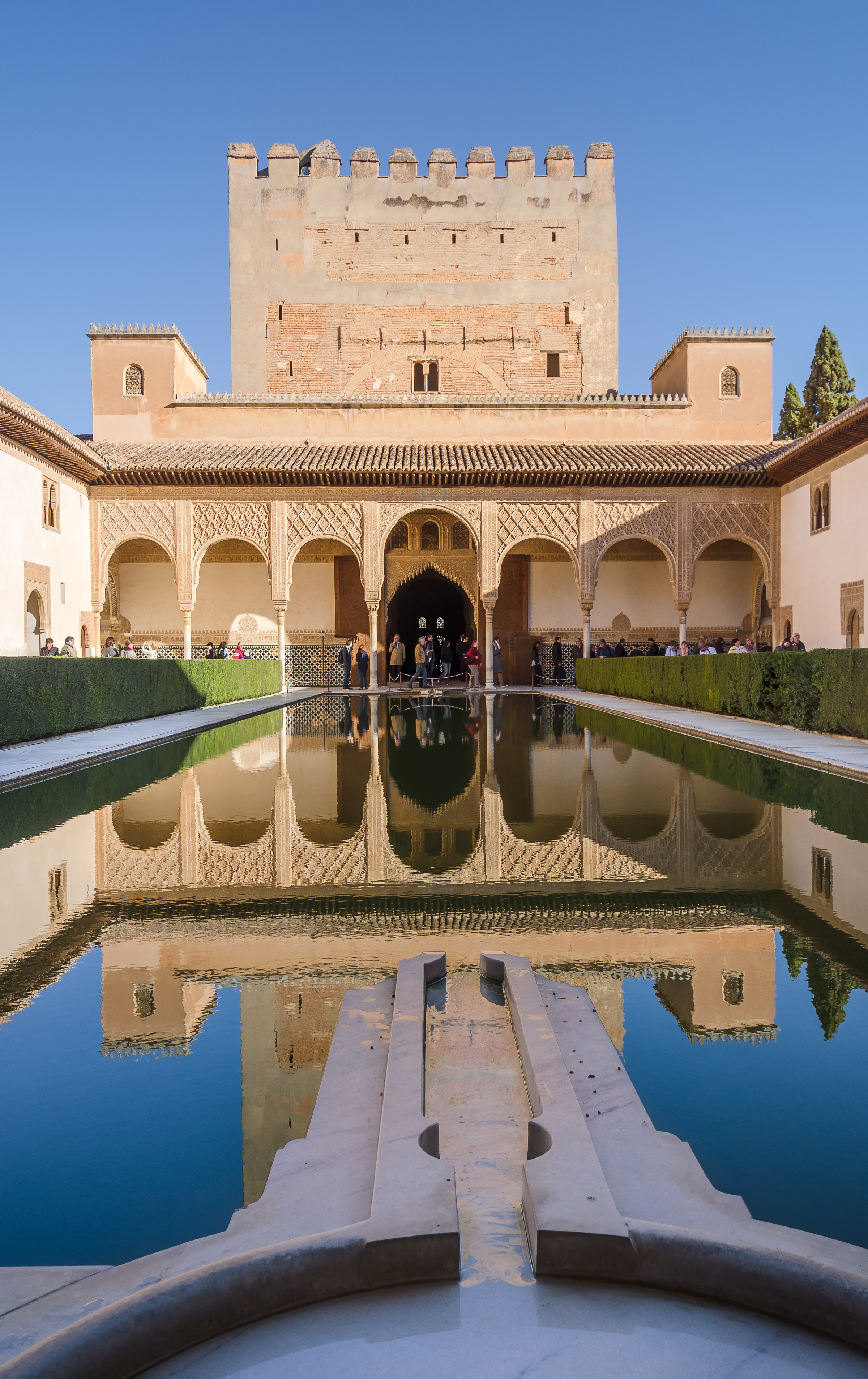
Patio de los Arrayanes.
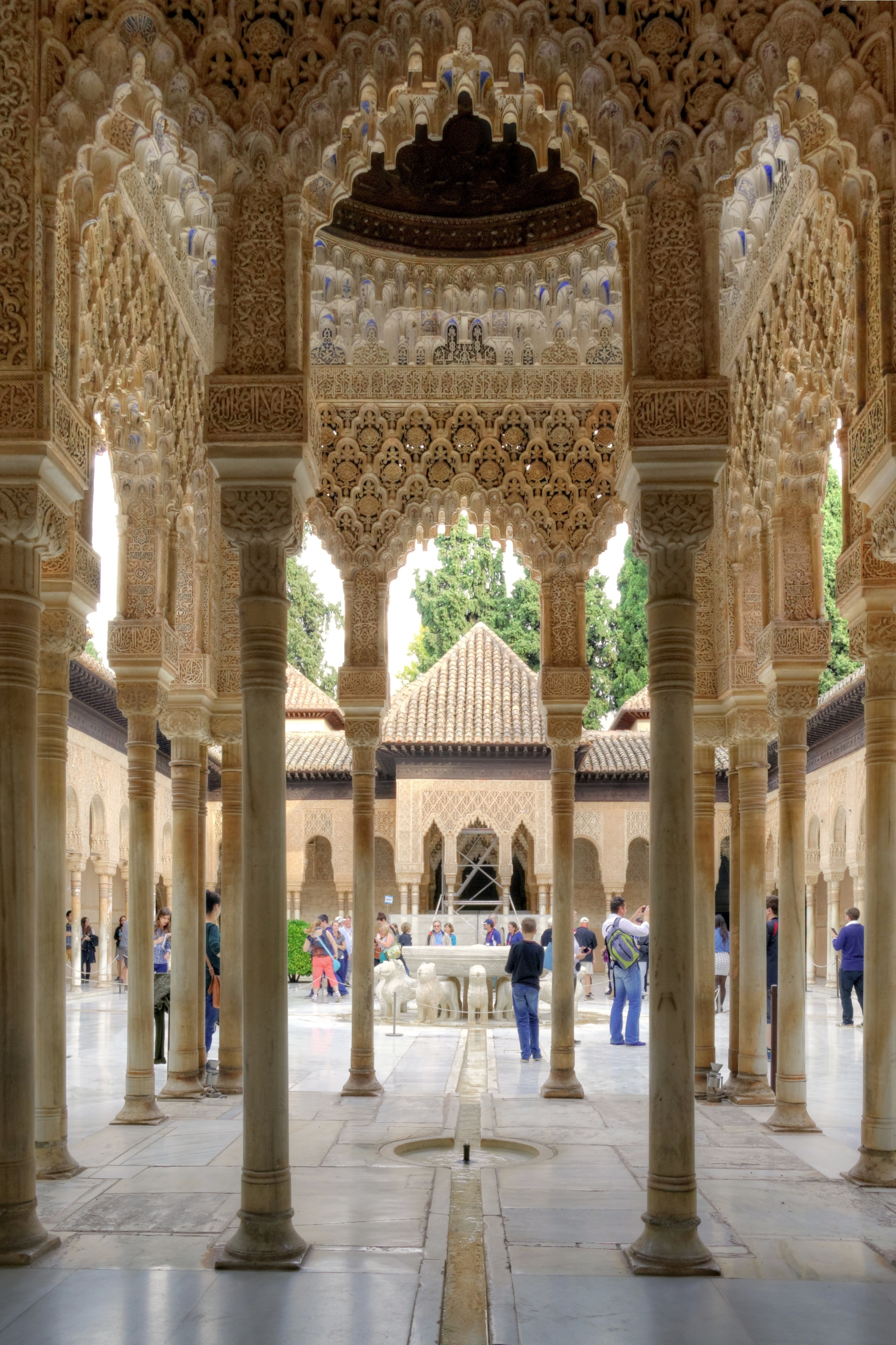
Les colonnades de la Cour des Lions.
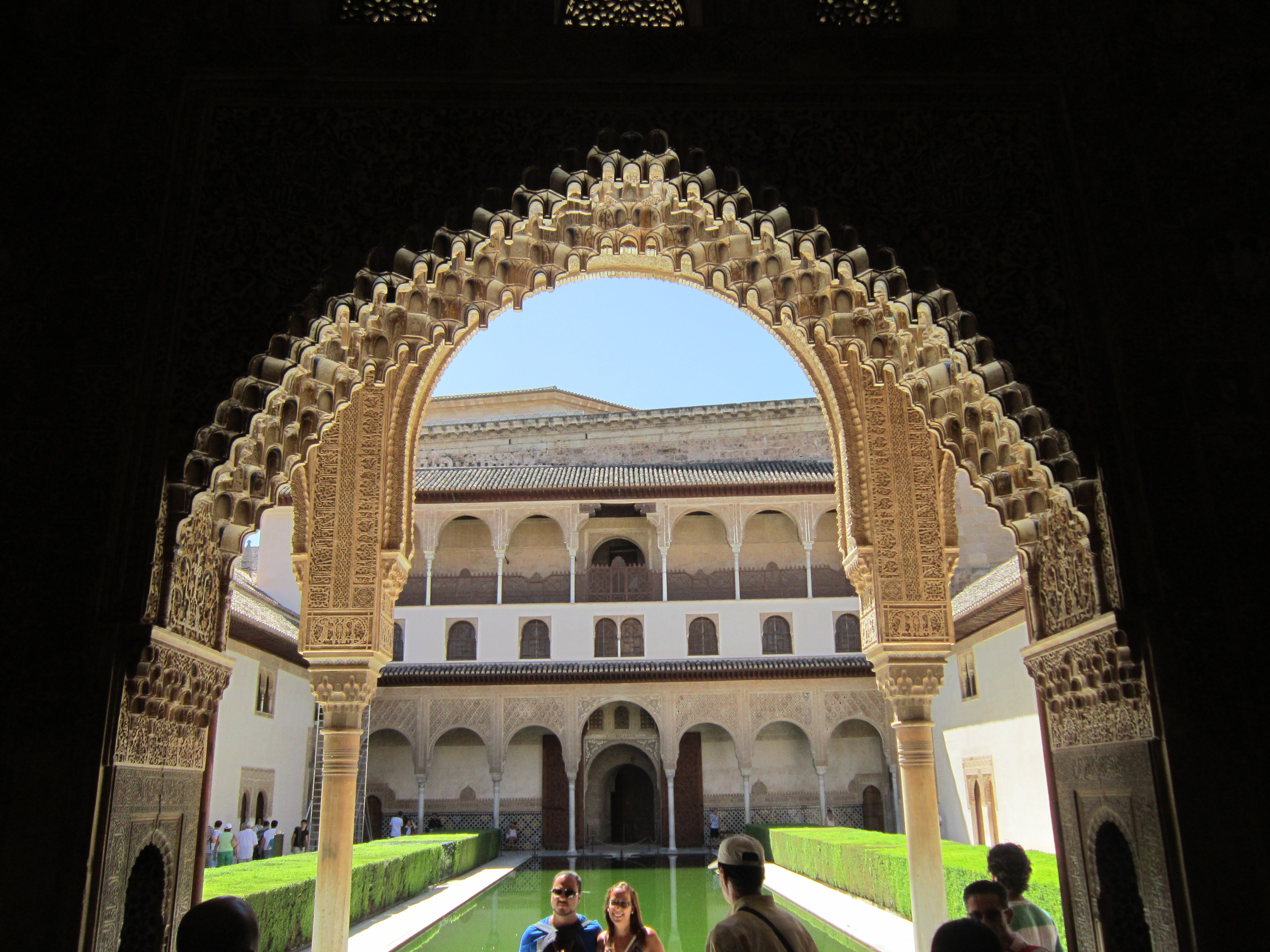
Arc de la Salle des Ambassadeurs.
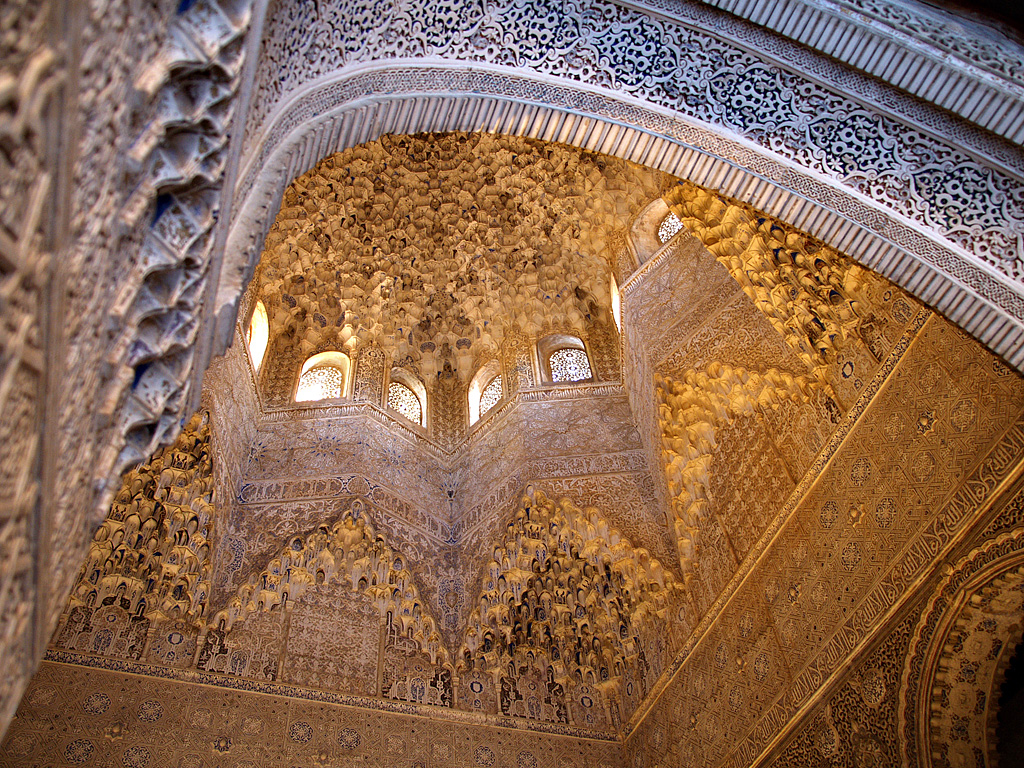
La coupole en stalactites de la Salle des Abencérages.
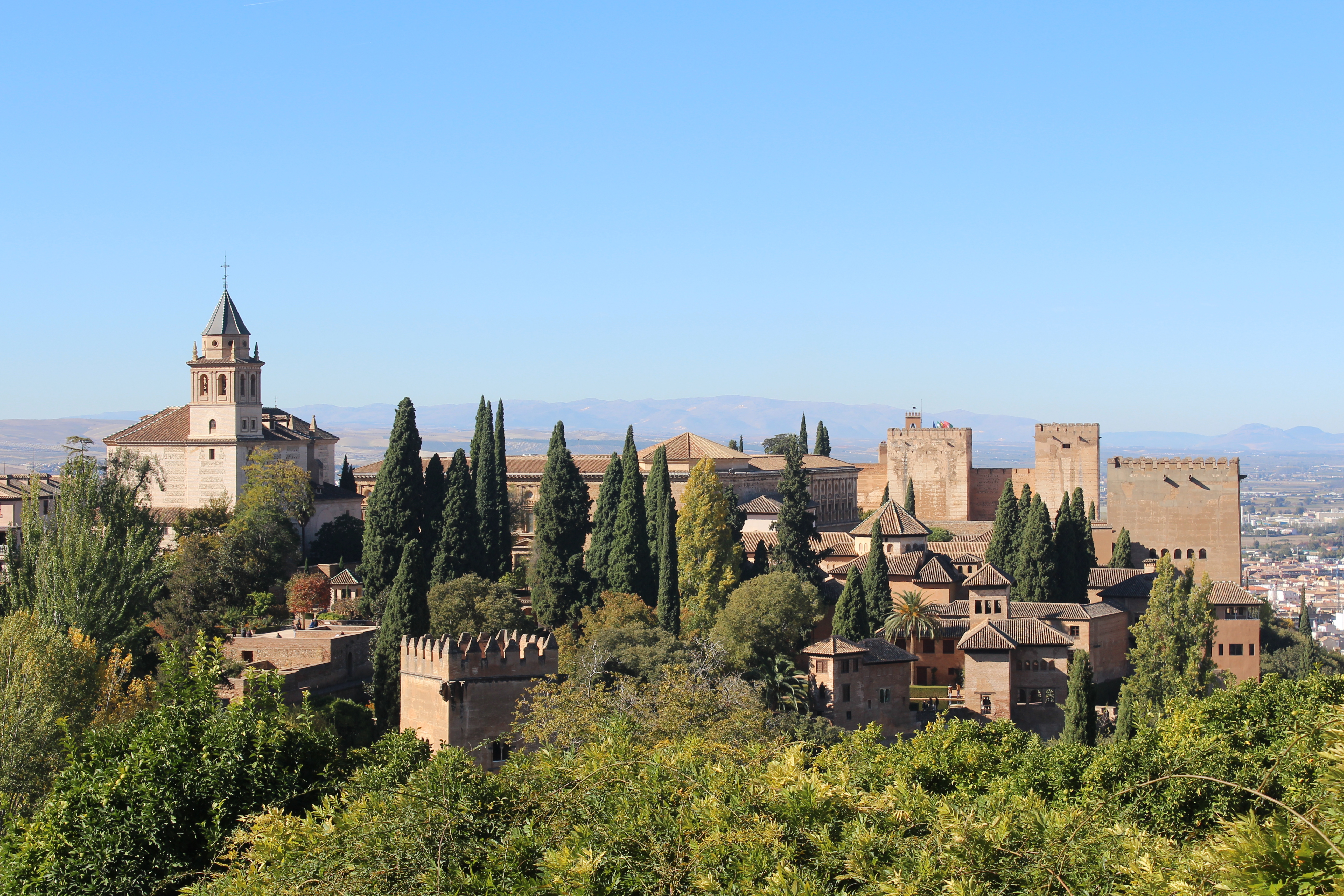
Alhambra vu du Généralife.

## L'Alhambra dans les arts et la culture populaire

### Iconographie

#### Peinture

L'Alhambra par Joaquín Sorolla
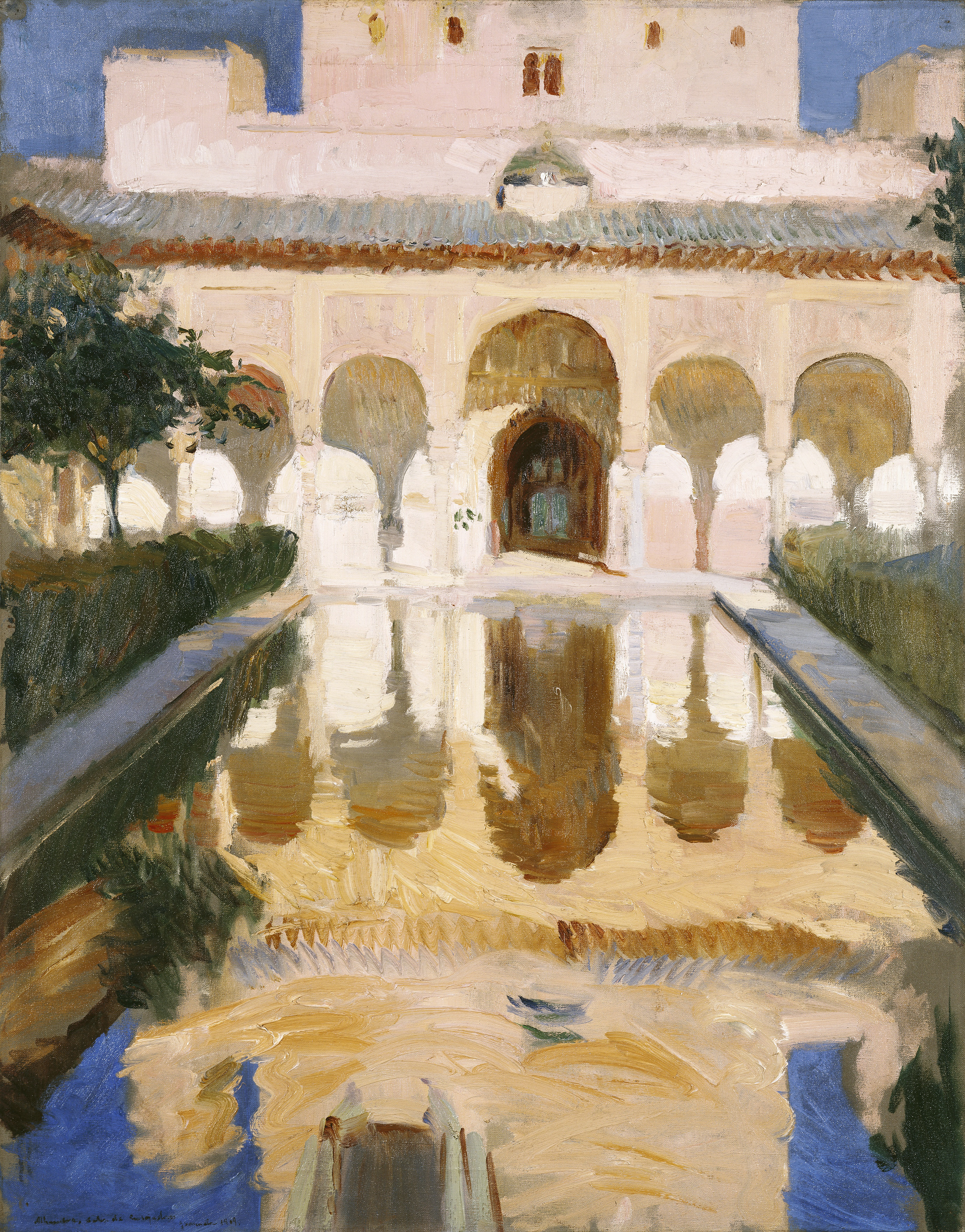
La Salle des Ambassadeurs, Alhambra, 1909 Getty Center, Los Angeles
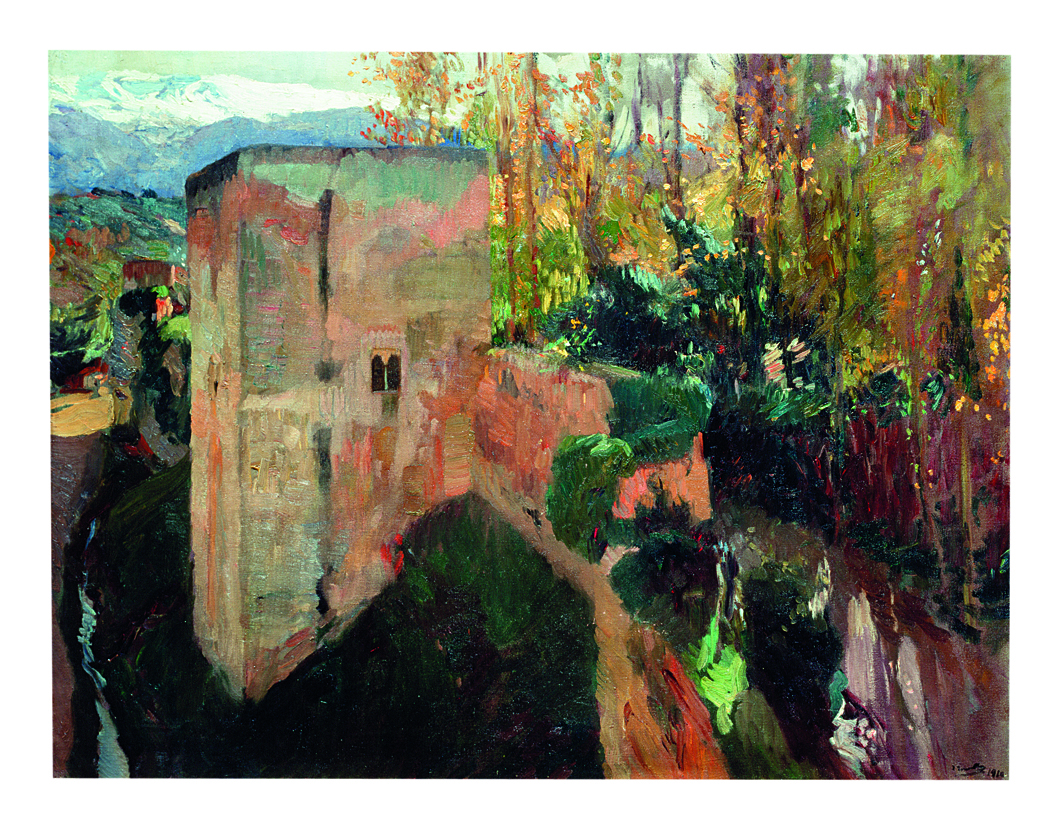
Tour des Captifs, La Alhambra, 1909 Musée Sorolla, Madrid
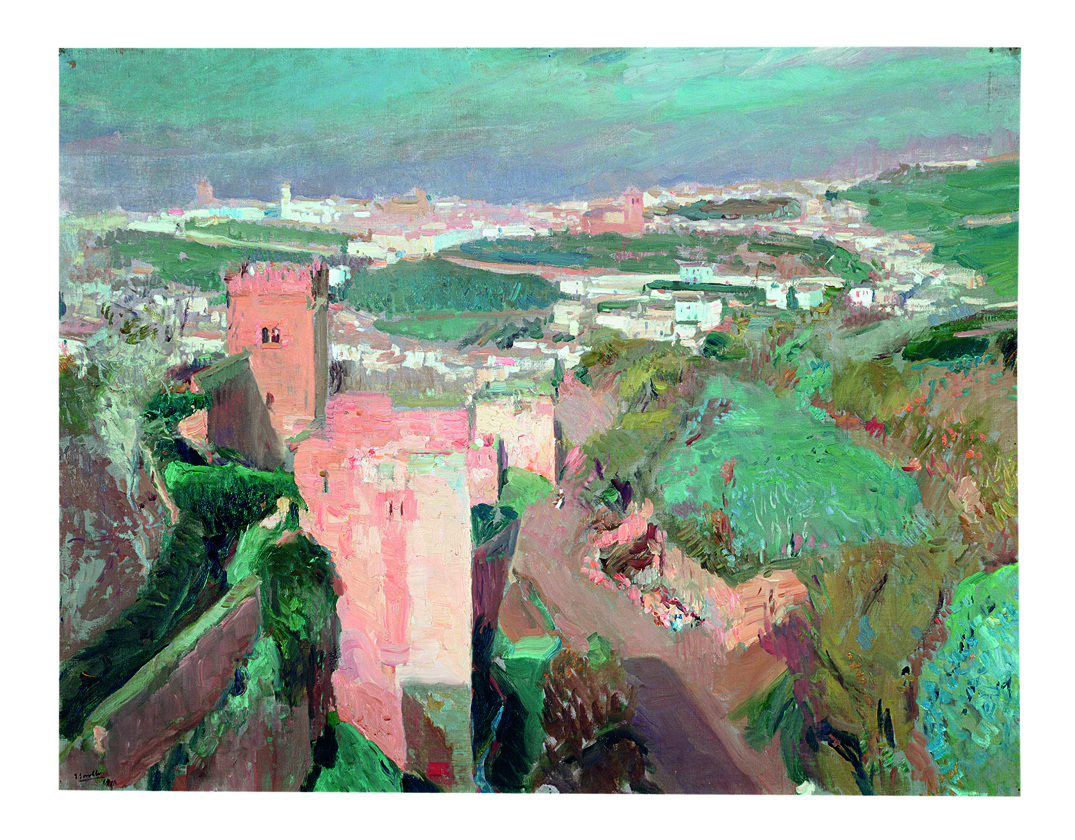
Tour des Sept Pics, La Alhambra, 1910 Musée Sorolla, Madrid

### Littérature

#### Poèsie
Le poète français Victor Hugo, dans l'Orientale XXXI du Livre III, datées des 3-5 avril 1828, en donne la description suivante :
L'Alhambra ! l'Alhambra ! Palais que les génies

Ont doré comme un rêve et rempli d'harmonies.

Forteresse aux créneaux festonnés et croulants

Où l'on entend la nuit de magiques syllabes,

Quand la lune, à travers les mille arceaux arabes,

Sème les murs de trèfles blancs.
— Victor Hugo, Extrait des « Orientales » XXXI (Grenade) du Livre III

### Musique
L'Alhambra a été la source d'inspiration de Francisco Tàrrega quand il a composé Recuerdos de la Alhambra en 1896, morceau qui est considéré comme une des œuvres majeures du romantisme espagnol en guitare classique.
Œuvres musicales :
- Nuits dans les jardins d'Espagne : œuvre pour piano et orchestre de Manuel de Falla (achevée en 1915). Le premier mouvement, En el Generalife, décrit les jardins du Généralife, palais d'été des princes nasrides.
- Recuerdos de la Alhambra : célèbre trémolo pour guitare de Francisco Tárrega.
- La Puerta del vino : prélude pour piano de Claude Debussy (livre II 1912-13), évocation poétique d'une Espagne imaginaire (Debussy ne compte pour seul voyage en Espagne qu'un bref après-midi de corrida à Saint-Sébastien).
- Lindaraja : pièce pour 2 pianos (1901) de Claude Debussy.
- El Albaicin : Iberia (3e cahier), pour piano, d'Isaac Albéniz.
- Nights from the Alhambra (2006) de Loreena McKennitt.
- L'Alhambra : disque de Damien Saez (2008).

### Jeux-vidéo
- L'Alhambra peut être construite comme merveille mondiale dans plusieurs opus de la franchise Sid Meier's Civilization (Civilization V & Civilization VI).

## Documentaire
- 2020 : L'Alhambra, forteresse méditerranéenne de Thierry Fessard et Yohann Thiriet.
- 2024 : Alhambra, le trésor du dernier sultanat d'Espagne de Marc Jampolsky.

## Galerie générale

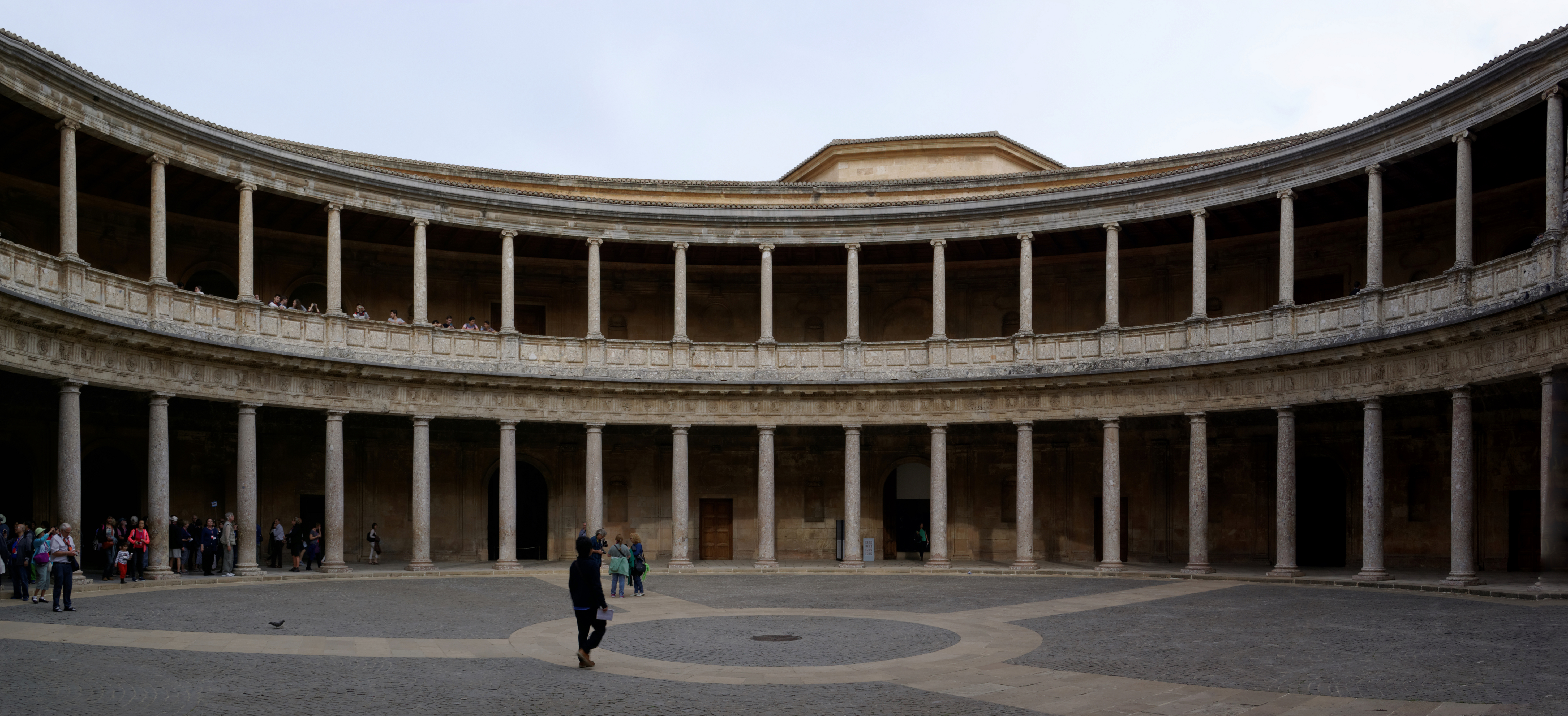
Le palais de Charles Quint, cour intérieure.
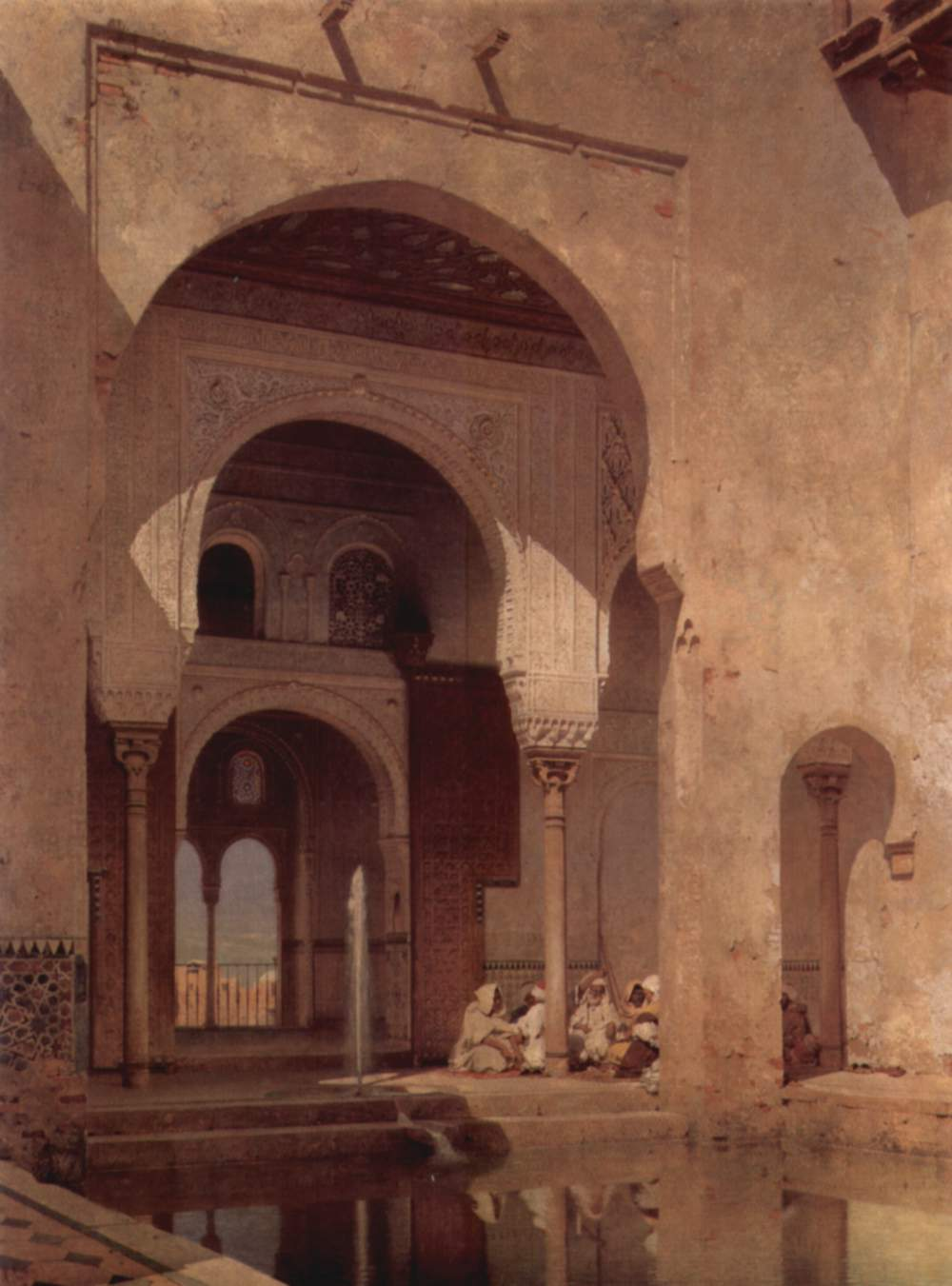
Intérieur des palais nasrides, peinture orientaliste de Adolf Seel, 1886.
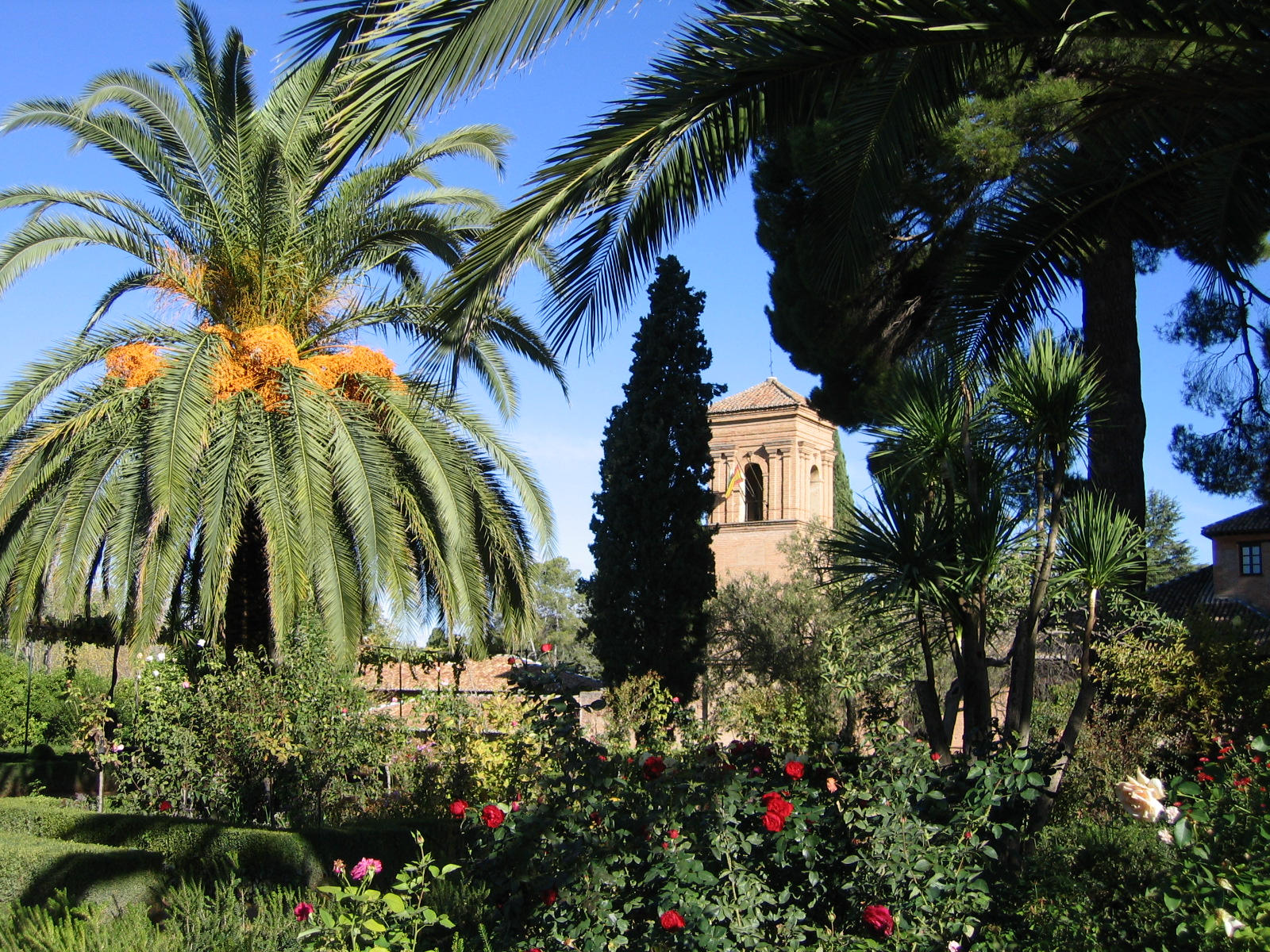
Les jardins du couvent Saint-François, dans l'enceinte de l'Alhambra.
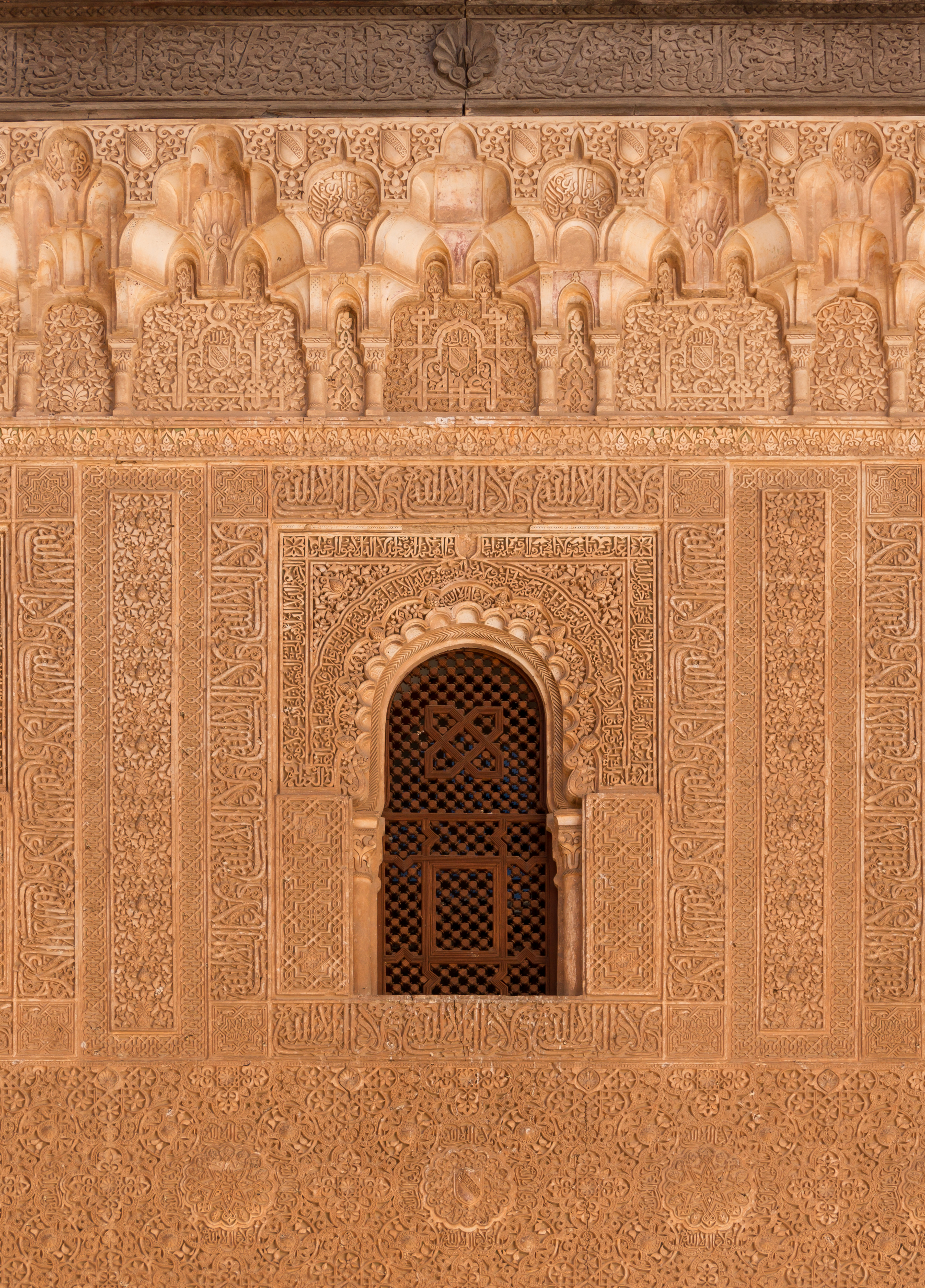
Fenêtres et stucs avec la devise des rois nasrides, Cuarto Dorado.
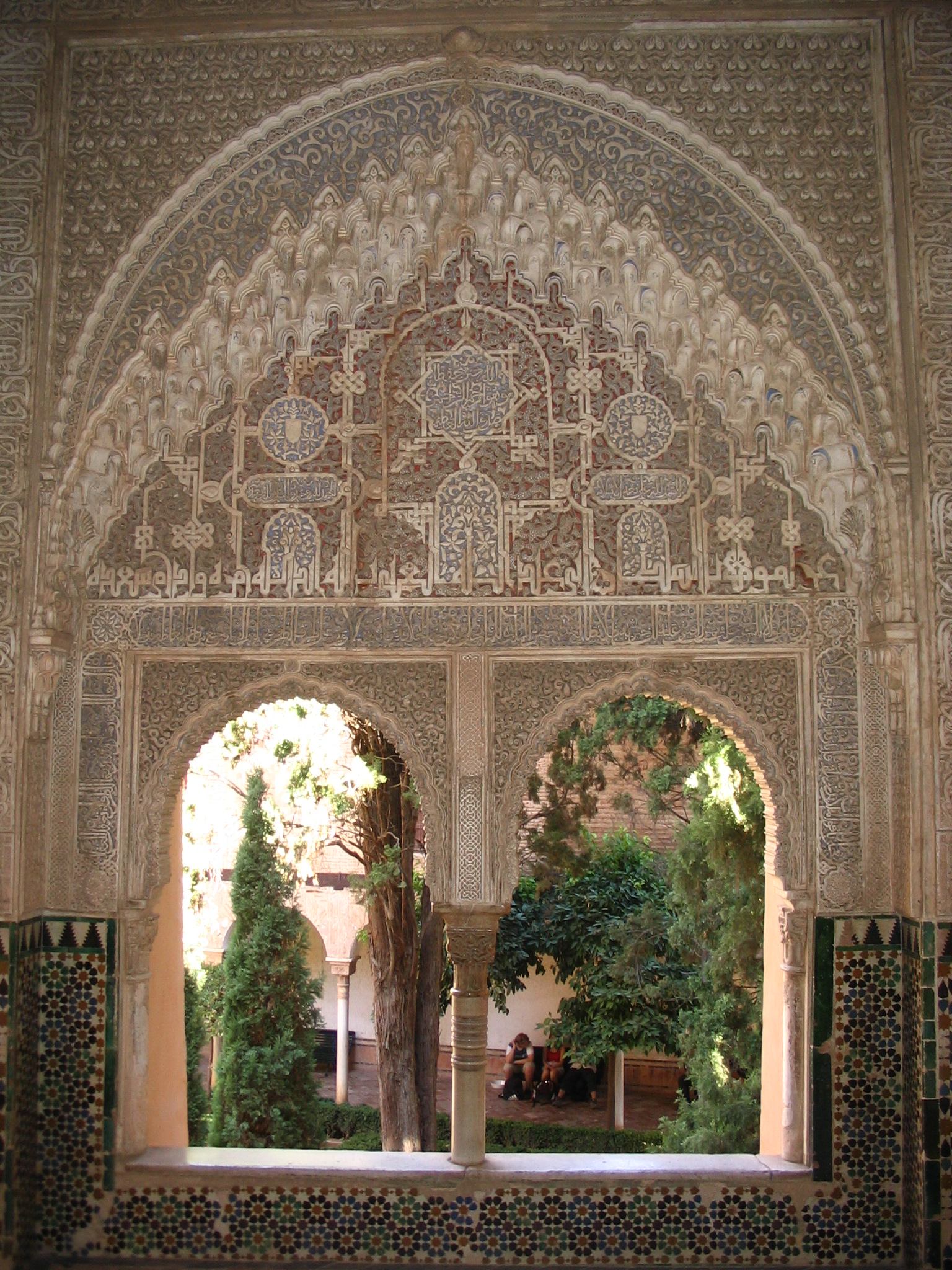
Fenêtre avec arabesques.
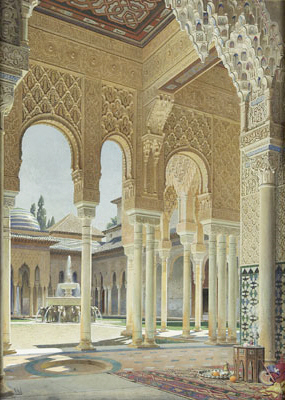
Peinture de style romantique.

Remarque : les articles connexes peuvent contenir des galeries supplémentaires qui s'y rattachent.

#### Littérature
- Les Contes de l'Alhambra : récit d'un voyageur américain aisé du XIXe siècle, Washington Irving, raconte l'Espagne et ses habitants à l'époque ainsi que les légendes orales qu'ils transmettent à propos de la Alhambra. On trouve ce livre, traduit dans de nombreuses langues, en visitant le monument.
- Les Aventures du dernier Abencerage, François-René de Chateaubriand, 1821
- Mémoires écarlates : journal, probablement autobiographique, de la vie de Boabdil, dernier sultan de Grenade (Mémoires écarlates, Antonio Gala, J.-C. Lattès, 1996,  (ISBN 978-2-7096-1716-1))

#### Guides et ouvrages d'art
- Henri Stierlin et Anne Stierlin, Alhambra, Arles, Actes Sud, coll. « Imprimerie Nationale », mai 2011 (1re éd. 1992, 2001), 222 p. (ISBN 978-2-7427-9802-5 et 978-2-74279802-5, présentation en ligne).
- Aurelio Cid Acedo (photogr. M. Román et J. Agustín Núñez), L'Alhambra et Grenade vus de près, Edilux, décembre 2006, 256 p. (ISBN 978-84-95856-16-6 et 978-8495856166).
- Marcus du Sautoy (trad. de l'anglais), La symétrie ou les maths au clair de lune [« Symmetry: A Journey into the Patterns of Nature »], Points Sciences, 2013 (1re éd. 2009) (ISBN 978-2-7578-3080-2)